# Centuri
Pour l'entreprise Centuri, voir Centuri (entreprise).
Centuri est une commune française située dans la circonscription départementale de la Haute-Corse et le territoire de la collectivité de Corse. Elle appartient à l'ancienne piève de Rogliano, dans le Cap Corse.

## Géographie

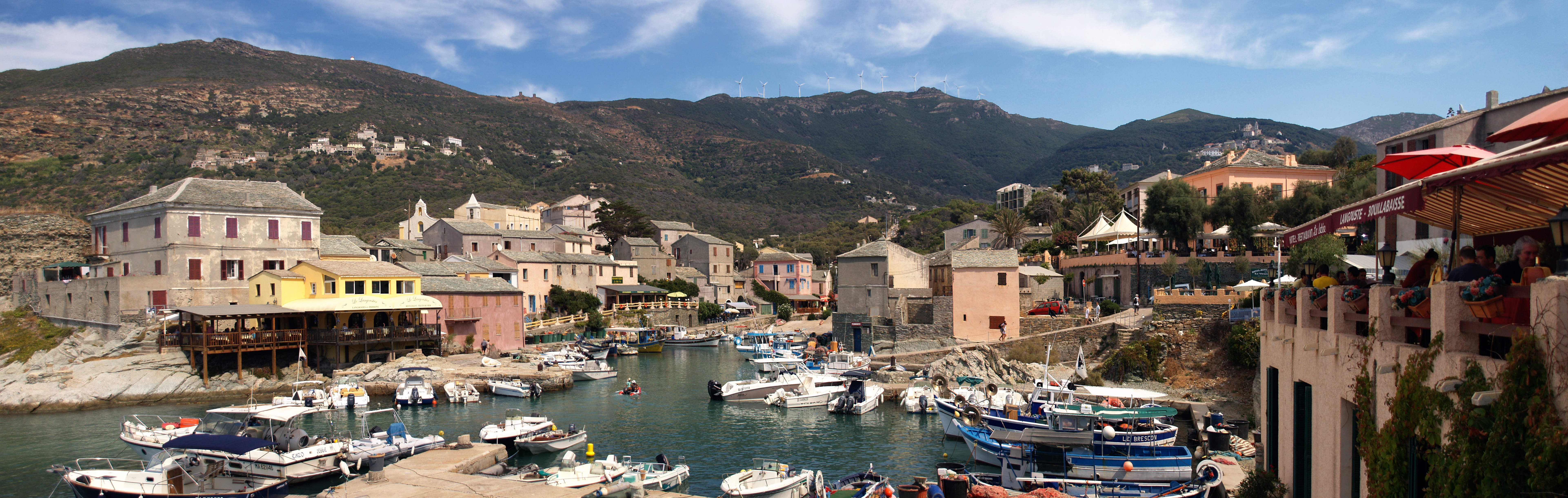
Vue d'ensemble du village depuis son petit port.

### Situation
Centuri est une commune de la côte occidentale du Cap Corse, l'une des dix-huit communes regroupées au sein de la Communauté de communes du Cap Corse.
Communes limitrophes

### Géologie et relief

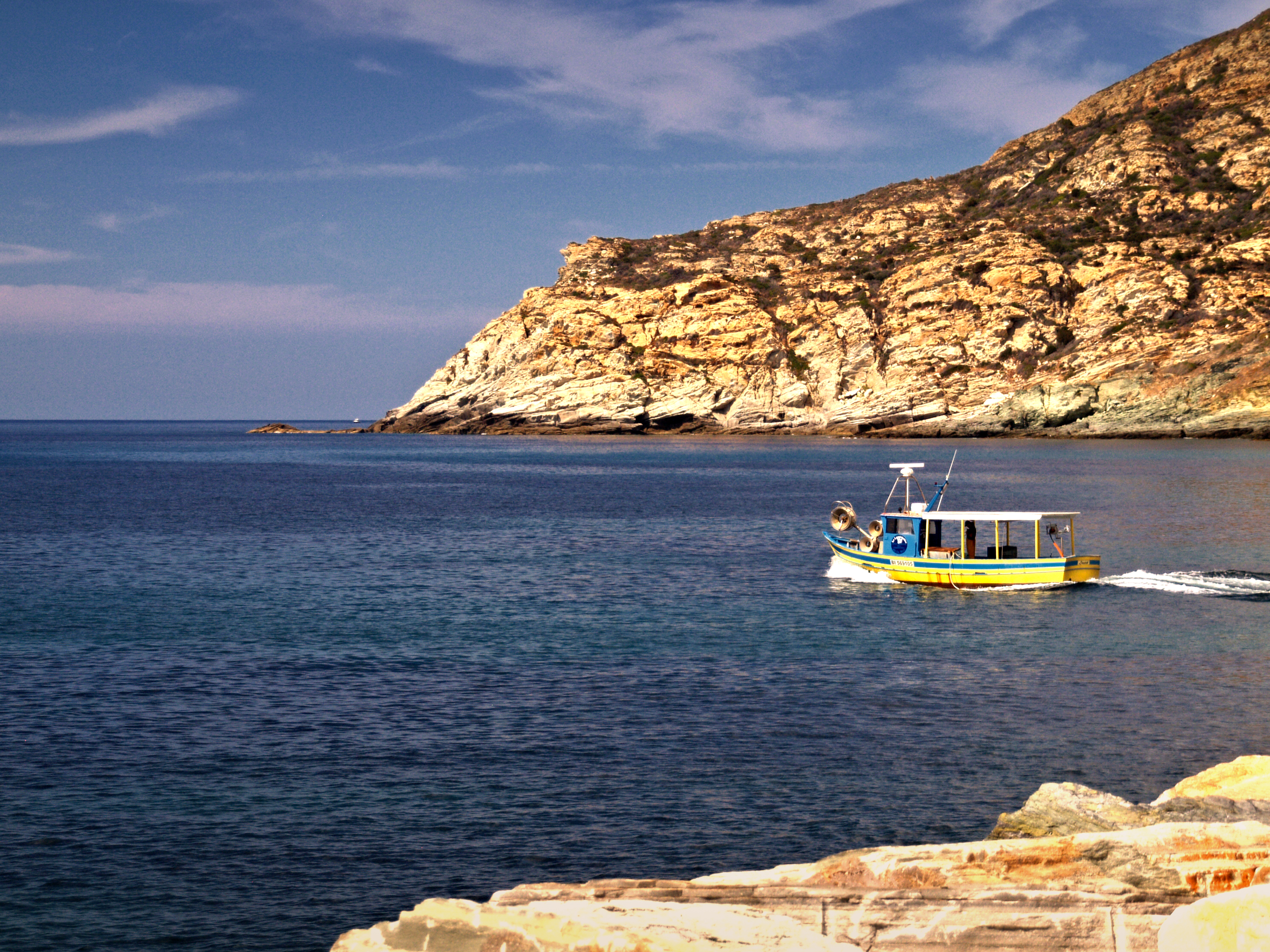
Le Cap Bianco qui a donné son nom au canton.

Le Cap Corse est un bloc de schistes lustrés édifiés au tertiaire lors de la surrection des Alpes sur un socle hercynien. Les plus anciens de ces schistes lustrés se trouvent entre Tollari et jusqu'au sud de Gualdo d'Ersa, ainsi que dans l'île de Capense. Ils appartiennent au socle hercynien tectonisé lors de la surrection des Alpes : déformés, broyés ils se sont chevauchés avec des gneiss antécambriens intercalés d'amphibolites vert-foncé et de filons granitiques kaolinisés par l'action des eaux au contact du feldspath du granite, en surface et dans les fissures.
Au nord de la marine de Centuri, le Capo Bianco offre un paysage au relief abrupt et aigu, dû à la présence d'ophiolites composées de roches magmatiques nommées péridotites transformées en serpentinites (teintées en vert par l'olivine).
Située sur la côte nord-ouest du Cap Corse, la commune est bordée au nord et à l'est par la crête de Mandrioni (Punta di Pietra Campana 310 m, Punta di Vitellagiu 320 m, Punta di Tizzoli 338 m) et une ligne de hauteurs passant par Bocca di Serra (365 m), Cima Santa Catalina (533 m), Pointe de Torricella (ancienne station radar de l'Armée de l'air) culminant à 562 m, Monte Poggiu (504 m), cima d'Albucetta (491 m), cima Santa Chiara (459 m) et Punta di Colombara (510 m), qui la séparent d'Ersa et Rogliano. Ces montagnes forment une vaste vallée côtière. Au sud, elle est séparée de Morsiglia par la plus grande partie du cours du ruisseau Guadi qui est situé depuis sa source jusqu'à l'embouchure sur Morsiglia.

Sa façade littorale s'étend avec des côtes accores, de Punta di Corno di Becco (au nord du Capo Bianco (Capi Biancu)) au nord, jusqu'à la plage de galets de Mute (Morsiglia) au sud. Elle inclut l'île de Capense (réserve ornithologique). Le petit port de pêche de Centuri est l'un des rares abris de la côte occidentale du Cap Corse.

### Hydrographie
Huit petits cours d'eau côtiers prennent naissance sur son territoire, sur le versant occidental de la dorsale du Cap Corse (ou Serra). Ils ont tous tributaires de la mer Méditerranée. Les sept premiers ci-dessous ont leur source sur la commune, ne sont pas référencés au SANDRE mais apparaissent sur la carte Géoportail/Parcelles cadastrales. Du nord au sud ils sont : 
- fiume Sundarelli (ruisseau de Sundarelli)
- fiume L'acqua all'Angiu' (ruisseau de L'acqua all'Angio), source au sud de la punta di Vitellaggiu, 340 m d'altitude ;
- fiume Tizzoli, source à 310 m, à l'est de la pointe de Tizzoli (300 m) ;
- fiume Bolzaja, (ruisseau de Bolzaja), source à 310 m d'altitude, au sud-est de la pointe de Tizzoli ;
- fiume Serella, source à 310 m d'altitude, au nord-ouest du hameau de Cannelle ; son embouchure se situe entre la Cala del Pesce au nord et le Capu Callarone au sud ;
- fiume Pietralunga, (ruisseau de Pietra longa), qui porte en amont le nom de ruisseau d'Acquatella ; il a source au sud de Cannelle et son embouchure au nord du port de Centuri ; il est alimenté par le ruisseau d'Ortale (rd) ;
- fiume Canapaju ou ruisseau de Canapajo (code européen : FRER11682) ; sa source se trouve à 170 m d'altitude sous Orche, au lieu-dit Chiosare, et son embouchure au sud du port de Centuri. Il alimente un réservoir d'eau ; il reçoit les eaux de son affluent le ruisseau de Palombese (rg) ou ruisseau de Campo en amont. Sa source se situe à 420 m d'altitude au sud de la pointe de Torricella (Ersa).
- fiume Guadi (ruisseau Guadi)[3], long de 3,6 km, délimite Centuri et Morsiglia. Il a son embouchure à Mute.

### Climat et végétation
Du fait de sa situation au nord du Cap Corse, la commune est soumise à des vents forts et assez fréquents tels le libeccio souvent mêlé au ponant (punente), la tramuntana et les traînes de mistral. Les écarts thermiques y sont modérés. Au Cap Corse, l'hiver est plus chaud et l'été plus tempéré que sur le restant du littoral de l'île, sous l'effet de la mer qui réchauffe les températures. En été soufflent les brises (ventulellu), celles de mer (ambata ou mezudiornu) entre 10 et 16 heures, et celles de terre (muntese ou terranu) dès la nuit venue. Jadis elles étaient utiles pour permettre aux navires à voile de gagner le large. En hiver il ne gèle quasiment pas sur le littoral. Les étés sont en général secs. 
La couverture végétale est un maquis bas incluant des chênes verts, des arbousiers, des lentisques, des épineux, des bruyères, des cistes, quelques câpriers, etc. Sur de nombreuses et étroites terrasses autrefois cultivées en vigne, cédrat et orge principalement, aujourd'hui abandonnées, le maquis a repris ses droits. Il est sculpté par les vents en bordure de mer. L'exposition étant importante, le maquis présente tôt en été des couleurs roussies et il est très facilement inflammable.
Comme sur tout le littoral de la côte occidentale, on remarquera ici aussi, accrochés aux pentes rocailleuses du littoral, la présence de nombreux agaves et figuiers de Barbarie.

### Voies de communication et transports

#### Accès routiers
Centuri est traversée par la route D 80, depuis le col de la Serra (365 m) au nord en direction de Morsiglia au sud en passant par Camera, principal village de la commune de Centuri.
Une "corniche", la D 35, et divers "chemins" classés entretenus desservent les villages et hameaux de la commune. La D 35 fait jonction avec la D 80 à Camera et à Morsiglia et se poursuit jusqu'à Meria sur la côte orientale du Cap. Longue de 8,5 km (plus 13 km jusqu'à Meria), sinueuse, elle passe devant la mairie de Centuri qui est située entre Orche et Merlacce.
Si la commune ne dispose pas de station-service pour se ravitailler, il faut se rendre soit à Morsiglia (à 4 km), soit à Valle (Pino) (à 15 km), seules stations d'essence de la côte occidentale du Cap avant St Florent, soit à Macinaggio (Marine de Rogliano) à 18 km au nord de la côte Est., soit à Santa Severa (Marine de Luri),

#### Transports
Le port de Centuri trop exigu ne permet pas de recevoir des bateaux de la grande plaisance. En été, de nombreux navires trouvaient un mouillage abrité dans la petite « baie » située entre l'île de Capense et la côte. Cet abri est désormais officiellement interdit, pour protéger des herbiers de posidonies et des nacres présents dans les fonds marins de cette baie. Le Parc Naturel Marin a déposé un décret en ce sens. De plus, la création de la réserve des îles du Cap Corse interdit accès sur l'îlot et les rochers qui le compose et le mouillage à moins de 10 mètres de l'île de Capense.
Une compagnie de promenades en mer relie le port de Centuri à Barcaggio et Macinaggio.
Centuri est distant, par route, de 50 km du port de commerce de Bastia, de 51 km de la gare des CFC de Bastia et de 71 km de l'aéroport de Bastia Poretta.

## Urbanisme

### Typologie
Au 1er janvier 2024, Centuri est catégorisée commune rurale à habitat dispersé, selon la nouvelle grille communale de densité à sept niveaux définie par l'Insee en 2022.
Elle est située hors unité urbaine et hors attraction des villes,.
La commune, bordée par la mer Méditerranée, est également une commune littorale au sens de la loi du 3 janvier 1986, dite loi littoral. Des dispositions spécifiques d’urbanisme s’y appliquent dès lors afin de préserver les espaces naturels, les sites, les paysages et l’équilibre écologique du littoral, tel le principe d'inconstructibilité, en dehors des espaces urbanisés, sur la bande littorale des 100 mètres, ou plus si le plan local d’urbanisme le prévoit.

### Occupation des sols
L'occupation des sols de la commune, telle qu'elle ressort de la base de données européenne d’occupation biophysique des sols Corine Land Cover (CLC), est marquée par l'importance des forêts et milieux semi-naturels (91,9 % en 2018), une proportion sensiblement équivalente à celle de 1990 (93,1 %). La répartition détaillée en 2018 est la suivante : 
milieux à végétation arbustive et/ou herbacée (59,7 %), espaces ouverts, sans ou avec peu de végétation (17,2 %), forêts (15 %), zones agricoles hétérogènes (3 %), zones urbanisées (2,9 %), eaux maritimes (2,2 %). L'évolution de l’occupation des sols de la commune et de ses infrastructures peut être observée sur les différentes représentations cartographiques du territoire : la carte de Cassini (XVIIIe siècle), la carte d'état-major (1820-1866) et les cartes ou photos aériennes de l'IGN pour la période actuelle (1950 à aujourd'hui).

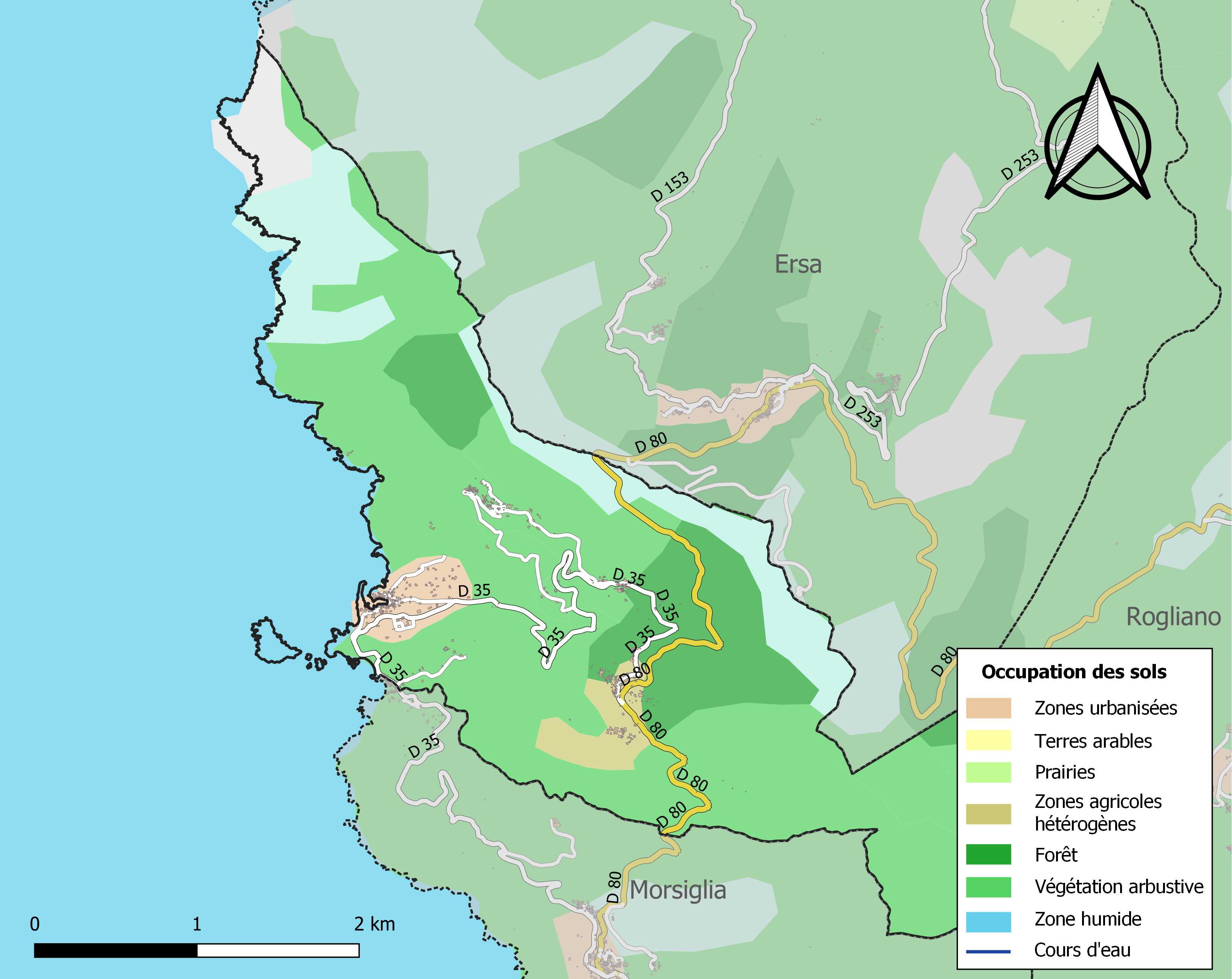
Carte des infrastructures et de l'occupation des sols de la commune en 2018 (CLC).

### Camera

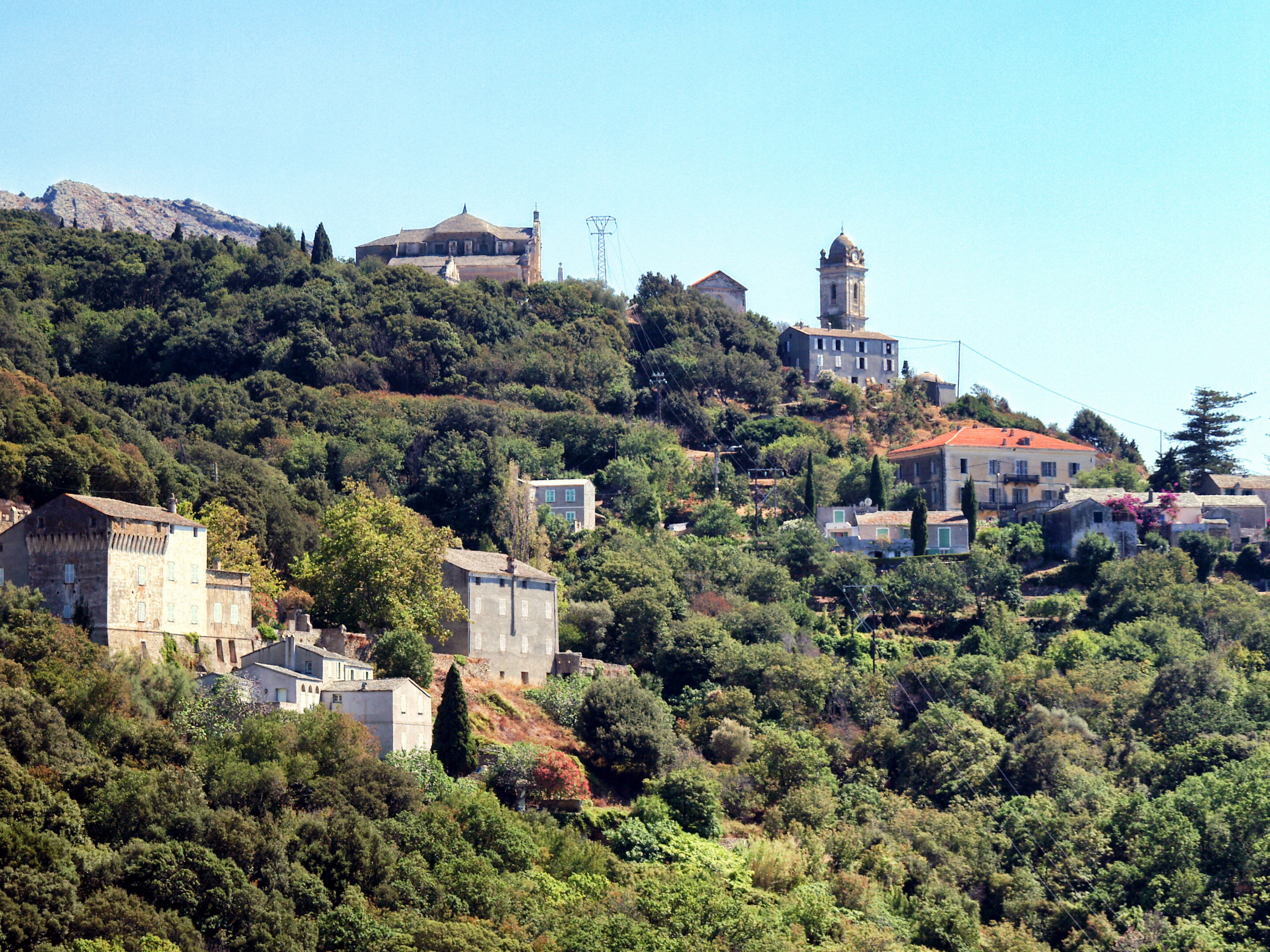
Le village de Camera dominé par l'église Saint-Sylvestre et son clocher.

Camera (en corse A Càmera) est le principal village de piémont de la commune (près de 50 habitants l'hiver). Du haut de ses 233 mètres d'altitude, il est le plus haut lieu habité de la commune et le seul traversé par la route D80 qui fait le tour du Cap Corse. Camera, mot qui vient du grec kamarà signifiant « maison voûtée », est parfois appelé Corte-Camera, le petit hameau de Corte se situant juste en dessous.

Dominant le village et l'ensemble de la commune, on y trouve l'ensemble paroissial qui comprend l'église à coupole Saint-Sylvestre (XVIe siècle ; début XIXe siècle), la chapelle de la Confrérie Sainte-Croix (Cunfraterna Santa Croce) dédiée à l'Immaculée Conception et le clocher, ensemble classés Monuments historiques.
Près de l'église, se situe la monumentale chapelle funéraire des Cipriani (XVIe siècle).
À droite de l'église, se situe le monument aux morts de 1914 - 1918.

### Cannelle
« Voici quels sont dans le Cap-Corse les lieux habités. En commençant par la côte extérieure, on rencontre Centuri qui est dans une vallée bien peuplée ; il renferme quatre villages parmi lesquels les Cannelle, dont parle Ptolémée. »

— Mgr Giustiniani in Dialogo nominato Corsica, traduction de l'Abbé Letteron in Histoire de la Corse, Description de la Corse - Tome I, p. 7

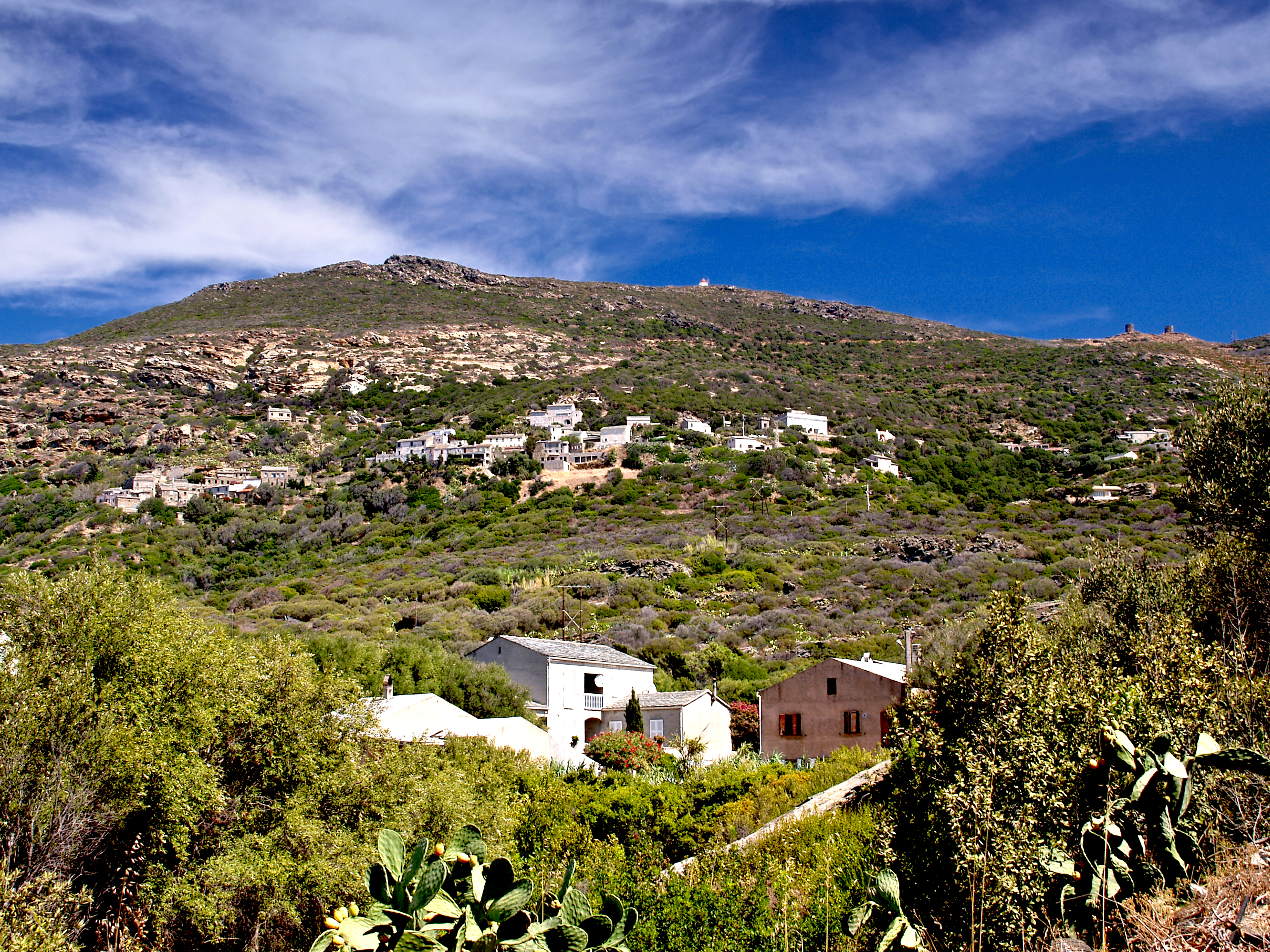
Le village de Cannelle.

Cannelle (en corse E Cannelle), vieux village médiéval, perché, typique, est accroché sur la pente entre le « moulin Mattei » sur la crête et la marine de Centuri. Il est desservi par la "Via", sa voie centrale pavée à l'antique. Au fond du village, la vieille tour pisane du XIe siècle où Paoli séjourna (propriété privée), a été réaménagée ; le village qui présente tous ses toits en lauze, a été restauré en respect de l'existant. Subsistent encore quelques habitations en ruine. Près de l'antique chapelle San Ghjacumu se trouvent les restes d'une autre tour.
On accède à Cannelle par une petite route en cul-de-sac depuis sa jonction avec la D 35 au village d'Orche.
Le village recèle une remarquable source dont la fontaine fut restaurée au XIXe siècle au pied d'une paroi schisteuse érodée. Son accès par la "Via", est fléché au terminus de la route goudronnée menant au village.

### Orche
Le village d'Orche (en corse L'Orche) était autrefois nommé Orca. La chapelle de la Sainte-Trinité fut probablement reconstruite au XVIIIe siècle sur les fondations d'une précédente chapelle ; elle renferme un retable classé.
Sous le village se dresse l'ancienne chapelle Santa Maria.
Orche est la patrie de Don Santo Antomattei, marin qui navigua longtemps en Amérique centrale, devint noble d'Espagne en 1755 par le roi Ferdinand VI et se retira à Livourne.
La mairie y est installée ainsi que l'association U Campanile di Centuri (déclarée le 4 juillet 2002) organisatrice des festivités et des manifestations sportives ou socioculturelles locales.

### Ortinola

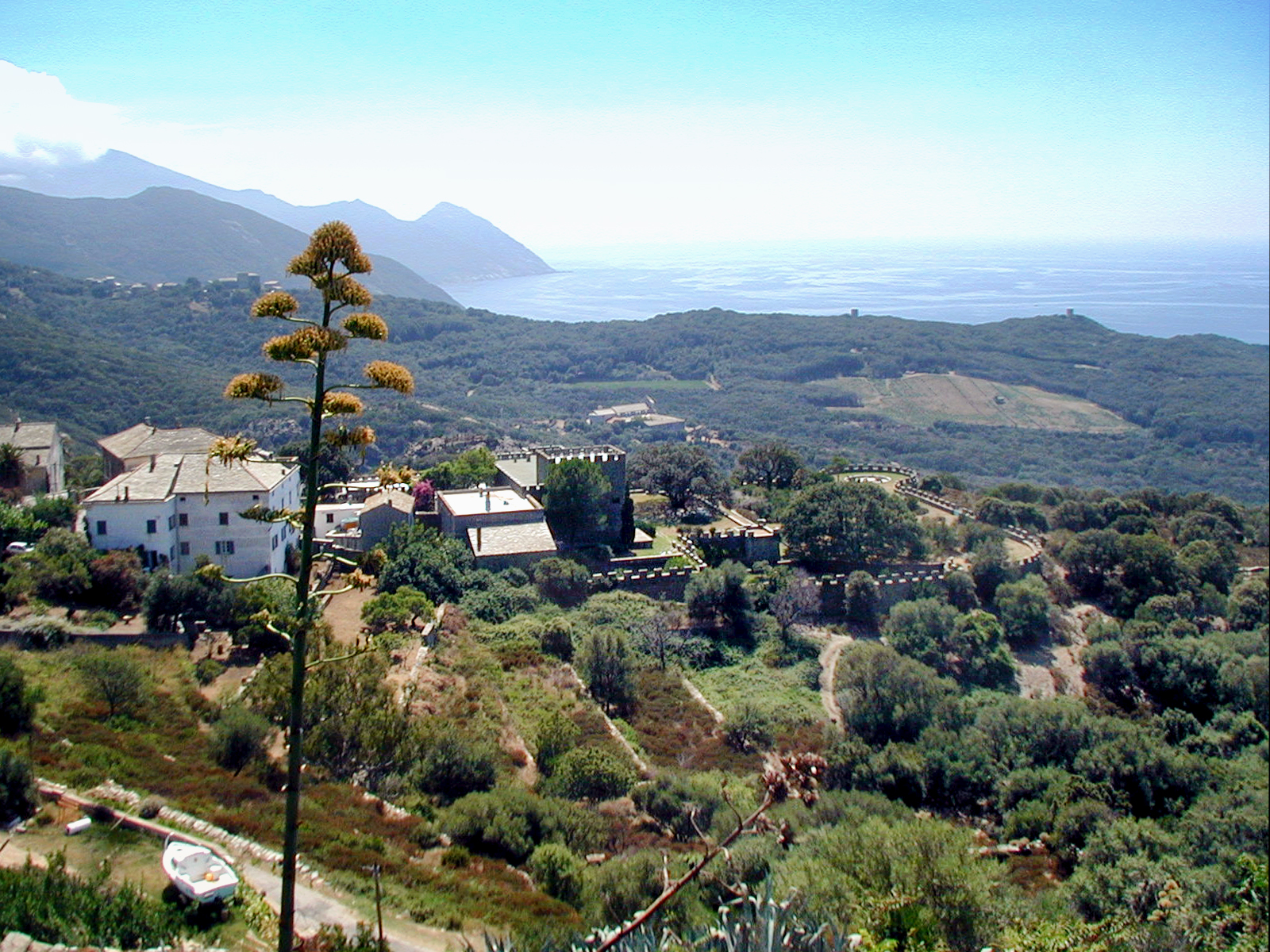
Château de Bellavista.

Ortinola (en corse L'Artìnula), groupé autour de la chapelle Saint-Roch (San Roccu), fut mis à sac et brûlé en 1563 par les Turcs conduits par Mammi Pacha dit Mammi Corsu (de son vrai nom Filippu Arbellara), renégat originaire de Pino, ce qui fut l'occasion d'une belle résistance de Zaccagnino, dans la tour centrale du village.
Le général comte Leonetto Cipriani y fit construire à la fin du XIXe siècle un château néo-médiéval, aujourd'hui restauré. 
Le philosophe Henri Joly, spécialisé dans la philosophie platonicienne, possédait une résidence secondaire dans le hameau d'Ortinola. Il trouve la mort le 22 août 1988 près de sa maison, sur la plage du "Cimetière aux ânes", emporté par les vagues. Sa femme, Françoise Joly, retrace sa mort dans son livre Ragamù, publié en janvier 2002.

### Bovalo
Le hameau de Bovalo (en corse Bolvalu) se situe à 50 m au nord-ouest et en contrebas de Camera. Les maisons du bas sont ruinées. L'accès à ce hameau se fait par un chemin non carrossable, aboutissant à la chapelle Sainte-Anne.

### Merlacce
Le petit hameau se situe sur la route départementale D 35, entre Camera et Orche. Près de la chapelle Saint-Michel, la famille de Franceschi, marquis de Sedilo au XXe siècle, transforma en château l'ancienne tour quadrangulaire des Preziosi par l'ajout d'un pastiche médiéval. A 250 m au nord de ce curieux château, se trouve le petit hameau de Trelu dominé par une tour carrée ruinée.

### Centuri-port

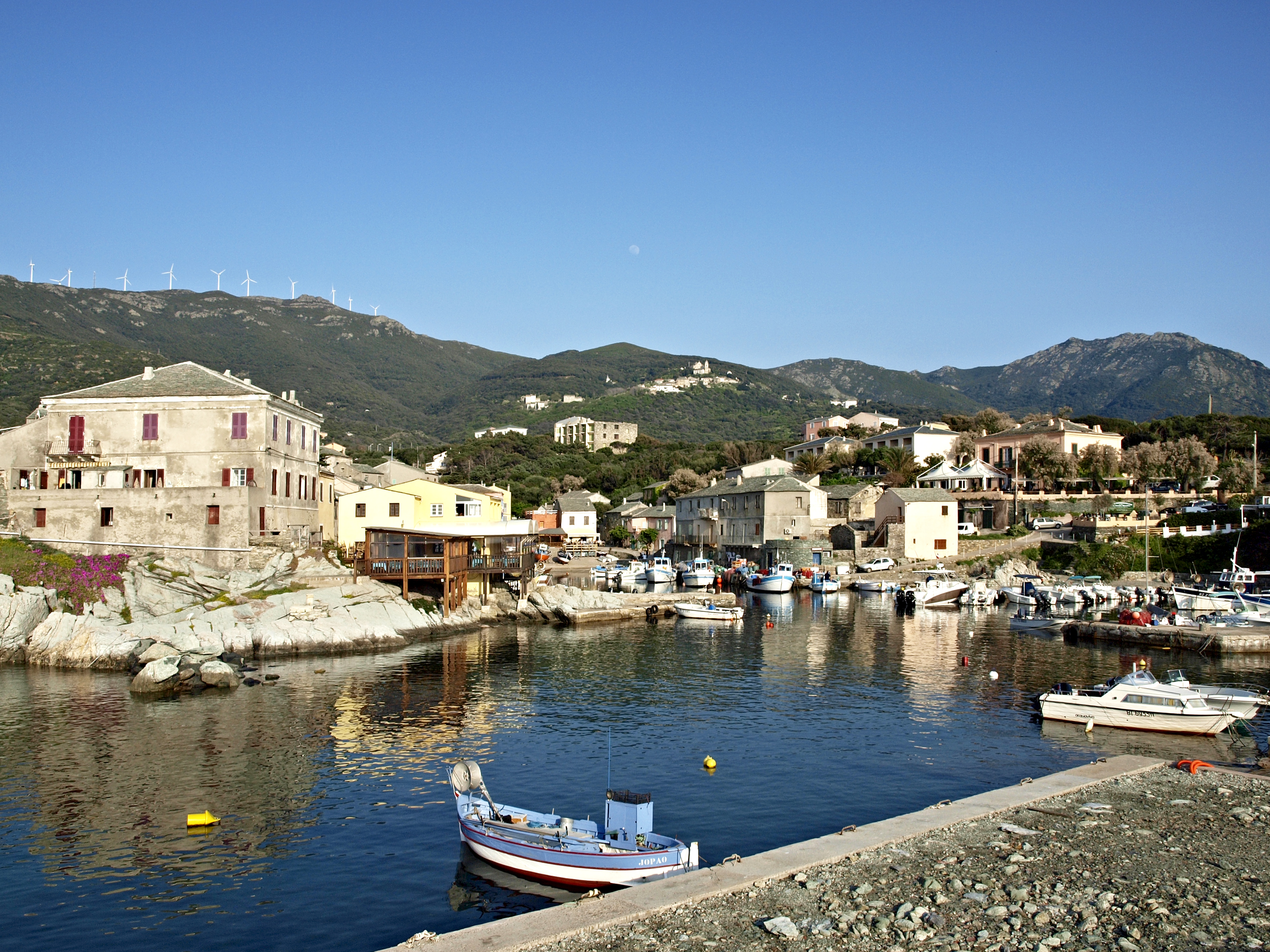
Port de Centuri vue vers le Sud.

Centuri-port est le nom de la marine de Centuri, une marine aux maisons anciennes aux toits de lauzes, et des rues pavées. Le port occuperait la partie littorale du site romain de la "Centurinum Civitas" d'après les quelques faibles traces trouvées en remontant, à partir du pont de Pastricciola et aux lieux-dits "Cività" et "Palombese". Le site du port et l'îlot de Capense, fortifiés vers le XIIe siècle ou le XIIIe siècle, étaient surveillés par la tour génoise ronde encore visible à la marine, non loin de la chapelle Saint-Antoine ; elle serait un vestige du château des "Motti". De nos jours les principaux commerces :
hôtels, restaurants, épicerie et boutiques de souvenirs, se trouvent à Centuri-port même, ouverts uniquement en période estivale.
Sur l'îlot de Capense, la chapelle médiévale de Santa-Maria-Maddalena est aujourd'hui en ruines. La structure générale du port date du Second Empire, la flotte britannique ayant brûlé le précédent, ainsi que celui de Macinaggio en 1794.

Durant la période estivale, chaque année le centre et le contour de la marine est en zone piétonne de 10 h 30 à 4 h du matin.

### Mute
Petit hameau à l'extrême sud du littoral de Centuri, Mute est « à cheval » sur Centuri et Morsiglia. Il est traversé par le ruisseau Guadi. Construit au fond d'une petite crique, il est bordé par une plage de galets entrecoupée de rochers acérés.

## Toponymie
Le nom corse de la commune est Cinturi /t͡ʃinˈturi/. Ses habitants sont les Cinturesi.

## Histoire

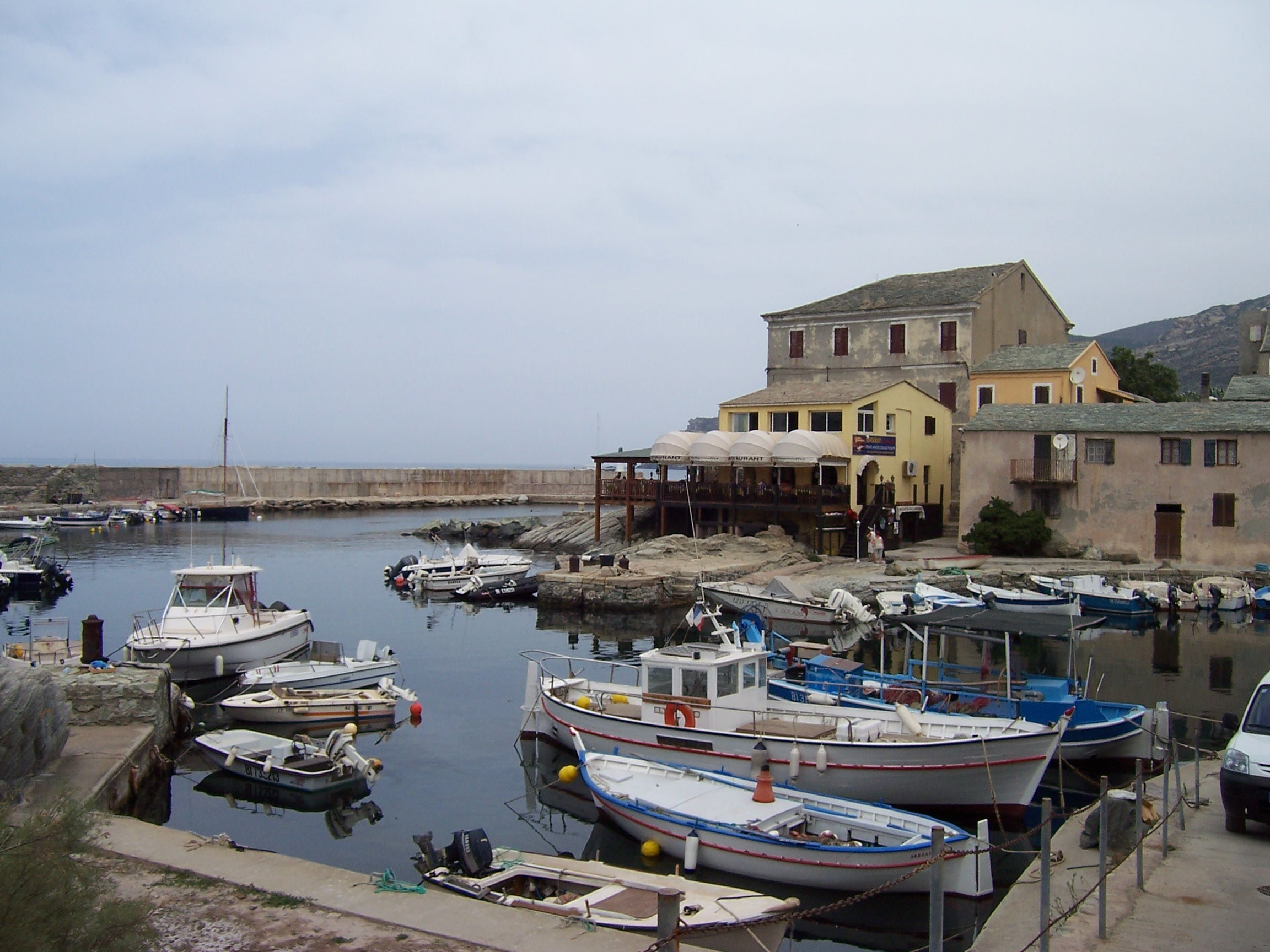
Le Port de Centuri vue vers le Nord.

### Antiquité
Au Ier siècle av. J.-C., il existait déjà un port du nom de Centurinum Civitas. Ptolémée cita également un port du nom de "Centurinon".
Centurinum aurait existé déjà six siècles av. J.-C. et était relié à Macinaggiu (Rogliano) par une voie romaine passant au col de Cataro (collu di u Cataru - 192 m) situé au nord de Granaggiolo (Ersa).

### Moyen Âge

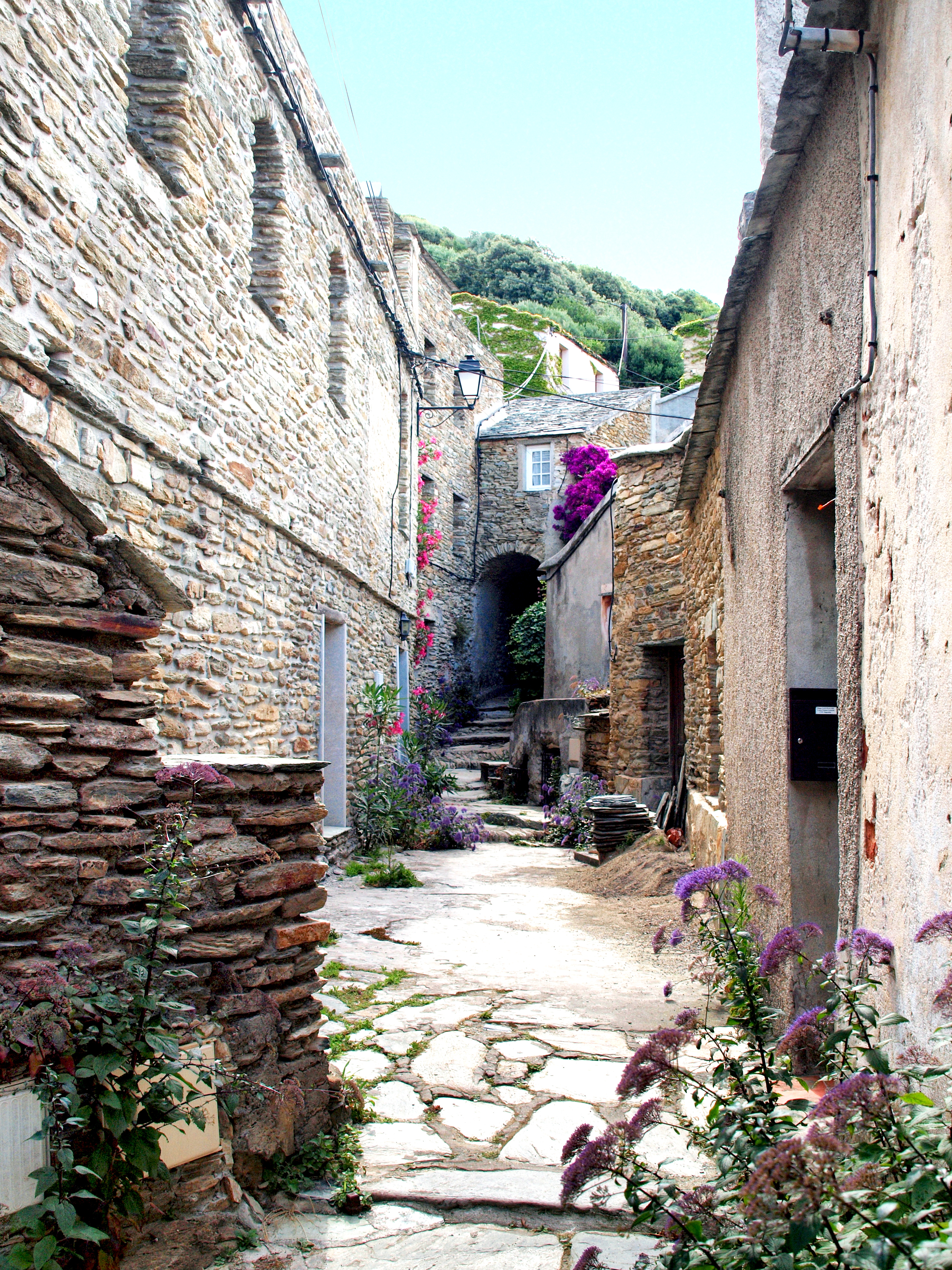
Cannelle, venelle dans le village médiéval.

De la fin du IXe siècle à 1197, Centuri a été le domaine de la famille seigneuriale Peverelli soutenus par la république de Gênes, puis de 1198 à 1248 aux Avogari qui l'ont cédée à Ansaldo da Mare.
Au XIIIe siècle l'île de Capense fut fortifiée. En 1268, les Avogari et leurs alliées Da Mare y furent assiégés par Sinucello Della Rocca, vainement par manque de bateaux.
Au XIVe siècle, Centuri est constitué en apanage par Galeotto da Mare pour son fils naturel Crescione, - Nicolas fils de Crescione héritera de Morsiglia avant d'être peu après aussi seigneur de Centuri, avant d'entrer en 1431, dans le fief de San Colombano, des Da Mare.
En 1563 le village d'Ortinella est brûlé par des forces de l'armée Algérienne commandées par Mammi Pacha dit Mami Corso.
En 1592 Gênes impose son administration sur le nord du Cap Corse, au détriment des da Mare.
Ainsi naît la Provincia di Capo Corso, d'obédience génoise, succédant à l'État feudataire des Da Mare-Negroni.
Vers 1600, communauté de la seigneurie Da Mare, Centuri était peuplée d'environ 700 habitants. Les lieux habités étaient Trello, Bovalo, le Merlacce, Lorche, la Casanova, Ortinola, Orneto, Camera, le Casevecchie, le Camelle.

### Les temps modernes

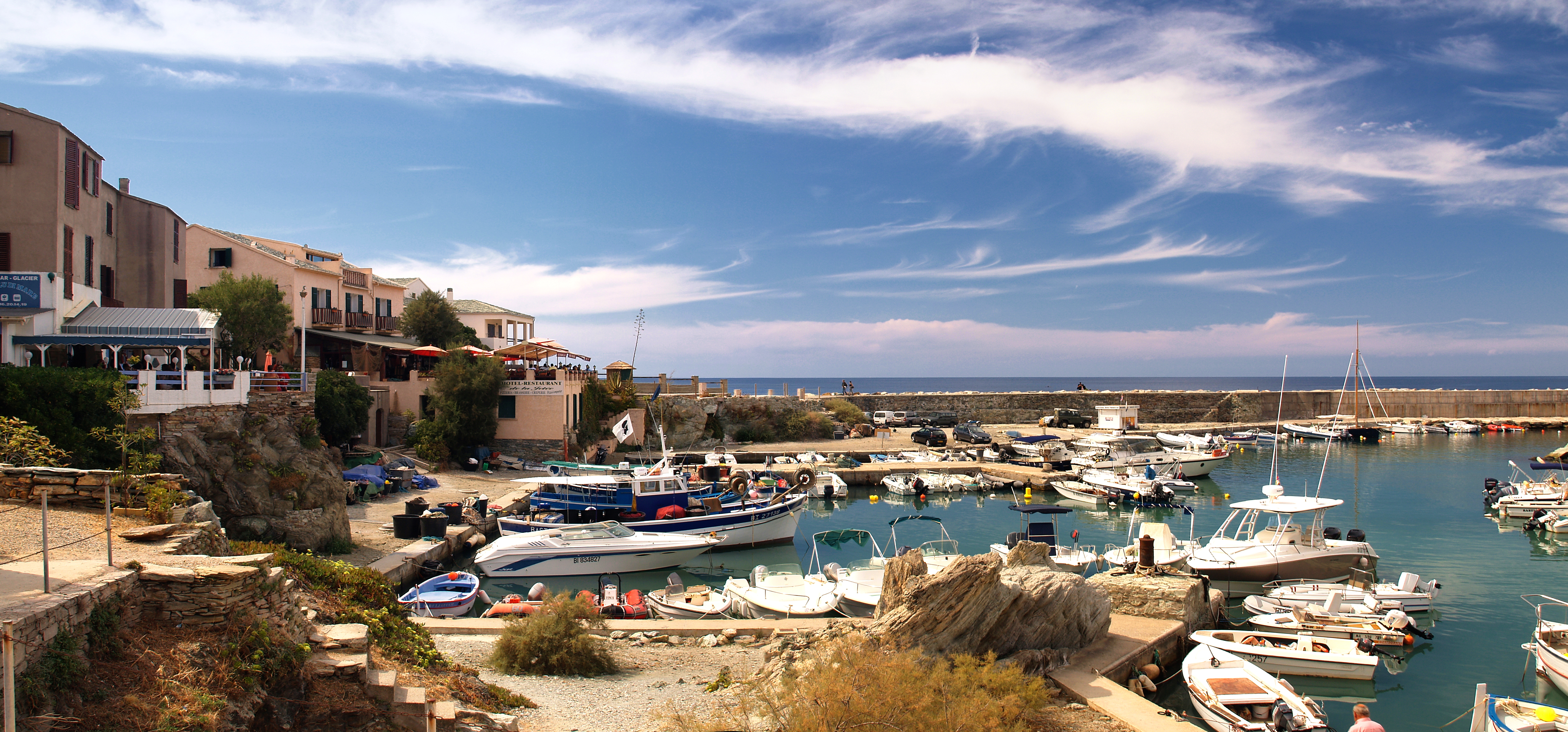
Jetée du port de Centuri.

Au XVIIe siècle, Centuri était après Erbalunga, le deuxième port le plus actif de Corse, avec une centaine de marins, de nombreux bateaux et entrepôts (magazzini). Trois familles parviennent à la fortune et à la noblesse : les Cipriani et les Napollone grâce au commerce, et les Franceschi armateurs, officiers de marine, amiraux au service de la Toscane, du Pape ou de la France.
Au XVIIIe siècle, un généreux bienfaiteur fait construire d'une jetée pour la protection du port.
Petit Port de commerce florissant, les importations portaient sur les produits indispensables à la vie quotidienne et au commerce tels que : grains, sel, planches, chaux, ustensiles, vêtements et récipients en terre cuite. Les exportations concernaient : vin, huile, agrumes, bois, céréales, écorces de tannage, bétail et cocons de soie.

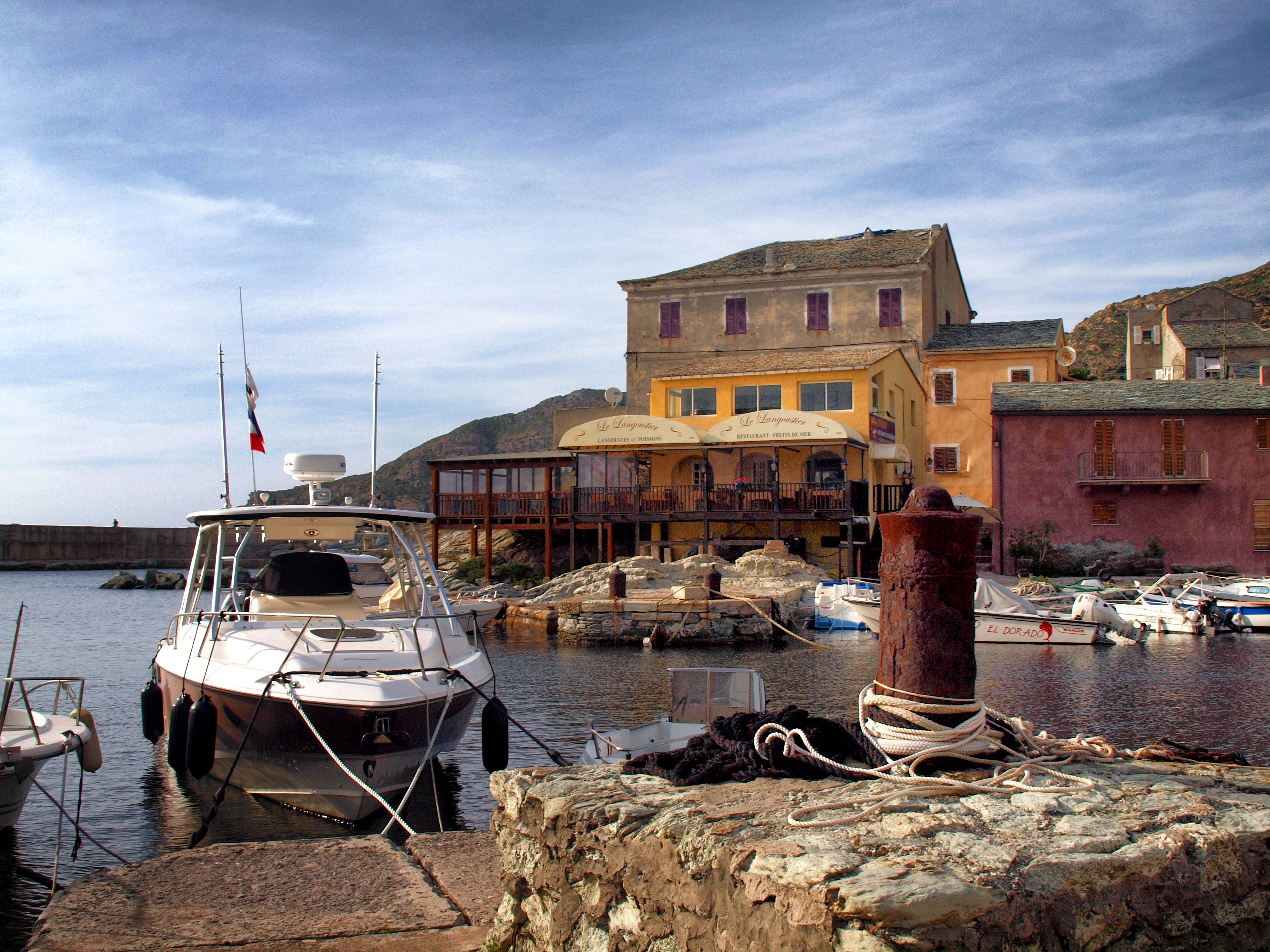
Les vestiges des canons du port.

- 1757 - Pascal Paoli décide de faire du port de pêche de Centuri, un port de guerre.
- 1767 - En mai, Paul Mattei natif de Centuri dirige un corps expéditionnaire composé de Corses et Capicorsins et enlève l'île de Capraia à Gênes.
- 1789 - La Corse fait partie du royaume de France.
- 1790 - Avec la Révolution française est créé le département de Corse - Préfecture Bastia. La province du Cap Corse est supprimée et divisée en quatre cantons : Capobianco, Seneca, Santa Giulia et Sagro. Rogliano perd son tribunal qui est transféré à Bastia.
- 1791 - Pascal Paoli transfère à Corte l'évêché.
- 1793 - Les départements El Golo - l'actuelle Haute-Corse - et du Liamone - l'actuelle Corse-du-Sud - sont créés. Centuri qui a toujours gardé son nom, appartient à la pieve de Capobianco. Celle-ci devient le canton de Capobianco. Paris déclare Paoli hors-la-loi.
- 1794 - En février, le port de Centuri, ainsi que Macinaggio sont incendié par une flottille de l'amiral anglais Samuel Hood.
- 1801 - La commune de Centuri fait partie du canton de Capobianco dans le département de El Golo.
- 1812 - Chaque paroisse doit ouvrir un cimetière, les morts ne sont plus inhumés dans les églises.
- 1828 - Le canton de Capobianco prend le nom de canton de Rogliano[11]
- 1833 - La langue française remplace la langue italienne.

Au XIXe siècle, la culture du cédratier s'avère très lucrative. Depuis, le déclin rapide de l'agriculture locale a fait disparaître les vergers et le vignoble avec 175 ha de vigne en 1790, pratiquement plus rien aujourd'hui, en s'accompagnant d'un dépeuplement sensible de la population - 720 habitants en 1852, mais inférieur à celui de certaines communes limitrophes, en particulier après la Première Guerre mondiale, fait classique en Corse.
Centuri fut à l'époque de la Nation corse indépendante, l'arsenal de la marine nationale corse de Pasquale Paoli.

### Époque contemporaine

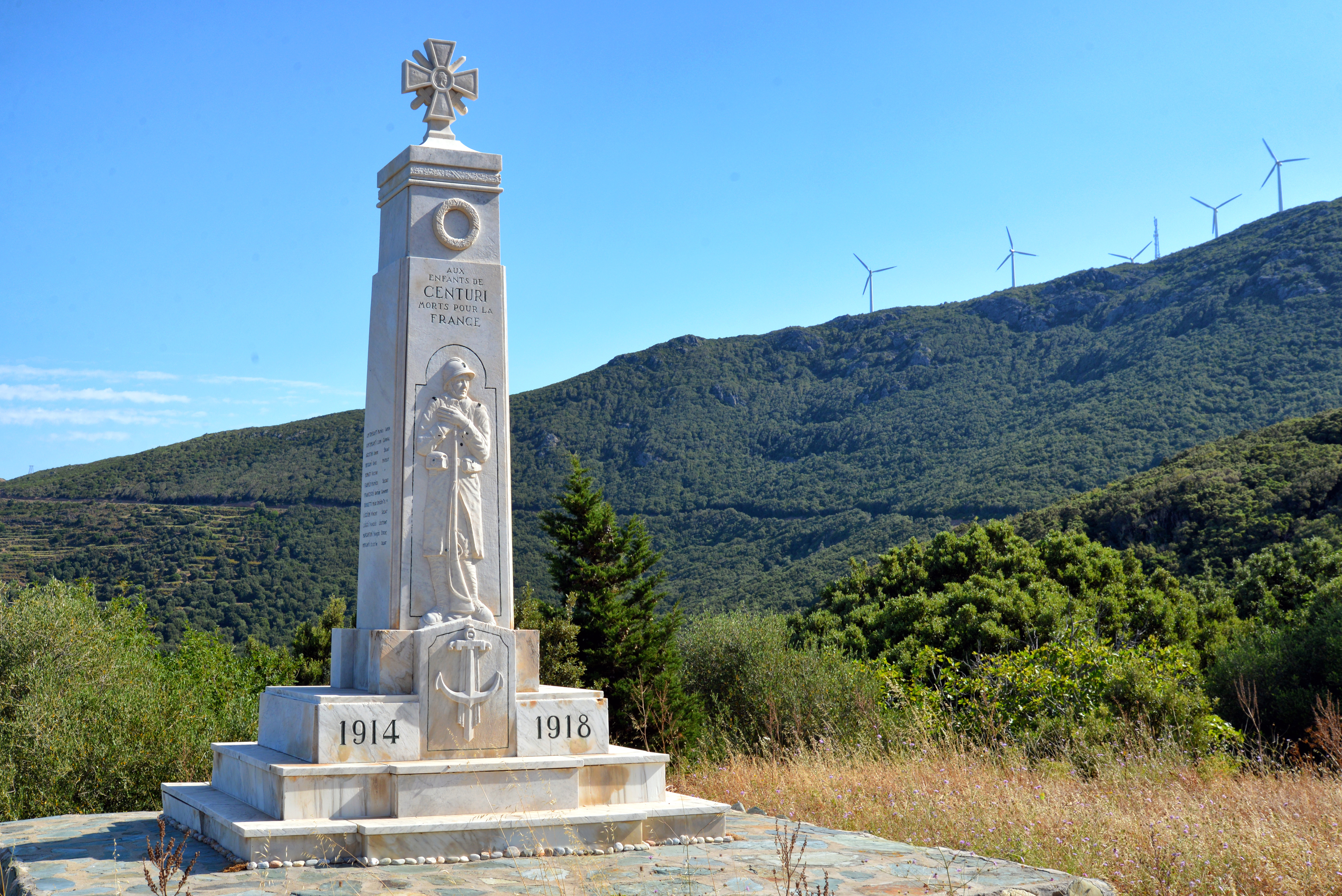
Monument aux morts au hameau de Camera.

- 1954 - Les communes de Ersa, Morsiglia, Rogliano, Tomino et Centuri forment toujours depuis cette date le canton de Rogliano. La commune de Centuri compte 275 habitants.
- 1973 - Le canton de Capobianco est créé avec la fusion imposée des anciens cantons de Rogliano et de Luri. De fait, Centuri se trouve dans le nouveau canton de Capobianco - chef-lieu Rogliano.
- 2025 - Joseph Micheli, maire de la commune, est reconnu coupable de « faux et usage de faux » pour de fausses délibérations du conseil municipal et est condamné à 5 ans d’inéligibilité[12].

## Politique et administration

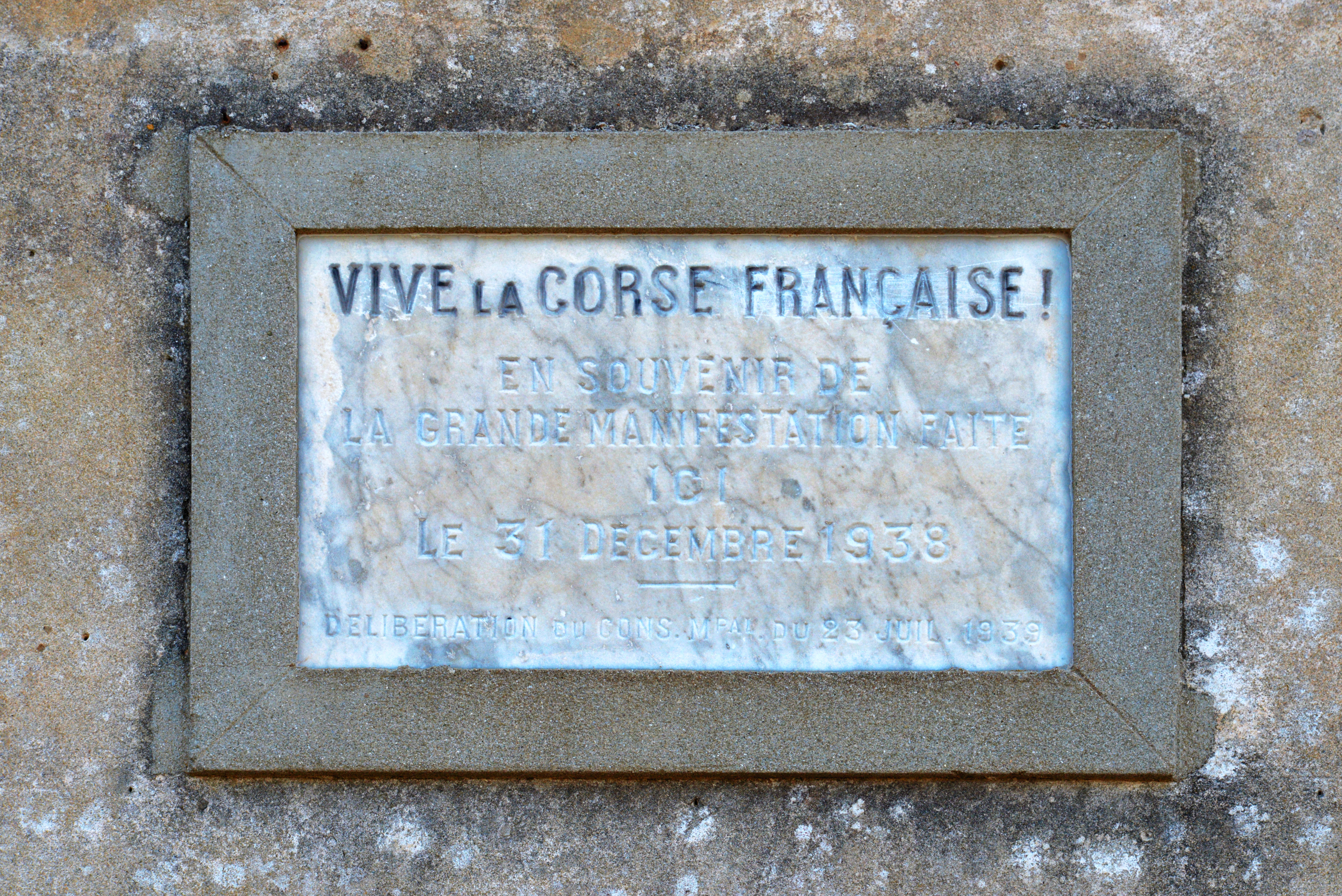
Plaque commémorative du 31 Décembre 1938.

### Liste desmaires
| Période                                  | Période  | Identité             | Étiquette    | Qualité |   |
| ---------------------------------------- | -------- | -------------------- | ------------ | ------- | - |
| avant 1988                               | 1989     | Jean-Paul Antonsanti | PCF          |         |   |
| mars 1989                                | 2001     | Pierre Carrara       | PCF          |         |   |
| mars 2001                                | 2014     | Joseph Micheli       | Nationaliste |         |   |
| mars 2014                                | 2020     | David Brugioni       | REG          | Employé |   |
| 2020                                     | en cours | Pierre Rimattei      |              |         | - |
| Les données manquantes sont à compléter. |          |                      |              |         |   |

## Populationet société

### Démographie
L'évolution du nombre d'habitants est connue à travers les recensements de la population effectués dans la commune depuis 1800. Pour les communes de moins de 10 000 habitants, une enquête de recensement portant sur toute la population est réalisée tous les cinq ans, les populations de référence des années intermédiaires étant quant à elles estimées par interpolation ou extrapolation. Pour la commune, le premier recensement exhaustif entrant dans le cadre du nouveau dispositif a été réalisé en 2004.

En 2022, la commune comptait 179 habitants, en évolution de −19 % par rapport à 2016 (Haute-Corse : +5,15 %, France hors Mayotte : +2,11 %).
| 1800 | 1806 | 1821 | 1831 | 1836 | 1841 | 1846 | 1851 | 1856 |
| ---- | ---- | ---- | ---- | ---- | ---- | ---- | ---- | ---- |
| 624  | 745  | 747  | 615  | 725  | 731  | 720  | 795  | 798  |

| 1861 | 1866 | 1872 | 1876 | 1881 | 1886 | 1891 | 1896 | 1901 |
| ---- | ---- | ---- | ---- | ---- | ---- | ---- | ---- | ---- |
| 823  | 840  | 795  | 764  | 720  | 738  | 771  | 820  | 749  |

| 1906 | 1911 | 1921 | 1926 | 1931 | 1936 | 1946 | 1954 | 1962 |
| ---- | ---- | ---- | ---- | ---- | ---- | ---- | ---- | ---- |
| 632  | 590  | 526  | 525  | 505  | 544  | 421  | 275  | 257  |

| 1968 | 1975 | 1982 | 1990 | 1999 | 2004 | 2006 | 2009 | 2014 |
| ---- | ---- | ---- | ---- | ---- | ---- | ---- | ---- | ---- |
| 257  | 243  | 195  | 201  | 229  | 216  | 228  | 221  | 213  |

| 2019 | 2022 | - | - | - | - | - | - | - |
| ---- | ---- | - | - | - | - | - | - | - |
| 189  | 179  | - | - | - | - | - | - | - |

### Manifestations culturelles et festivités

#### Fêtes et loisirs
- Le sentier des Douaniers relie Centuri à Macinaggio en longeant les côtes Nord du Cap Corse.
- Il existe un centre de plongée sous marine, ouvert durant la saison touristique.

## Économie

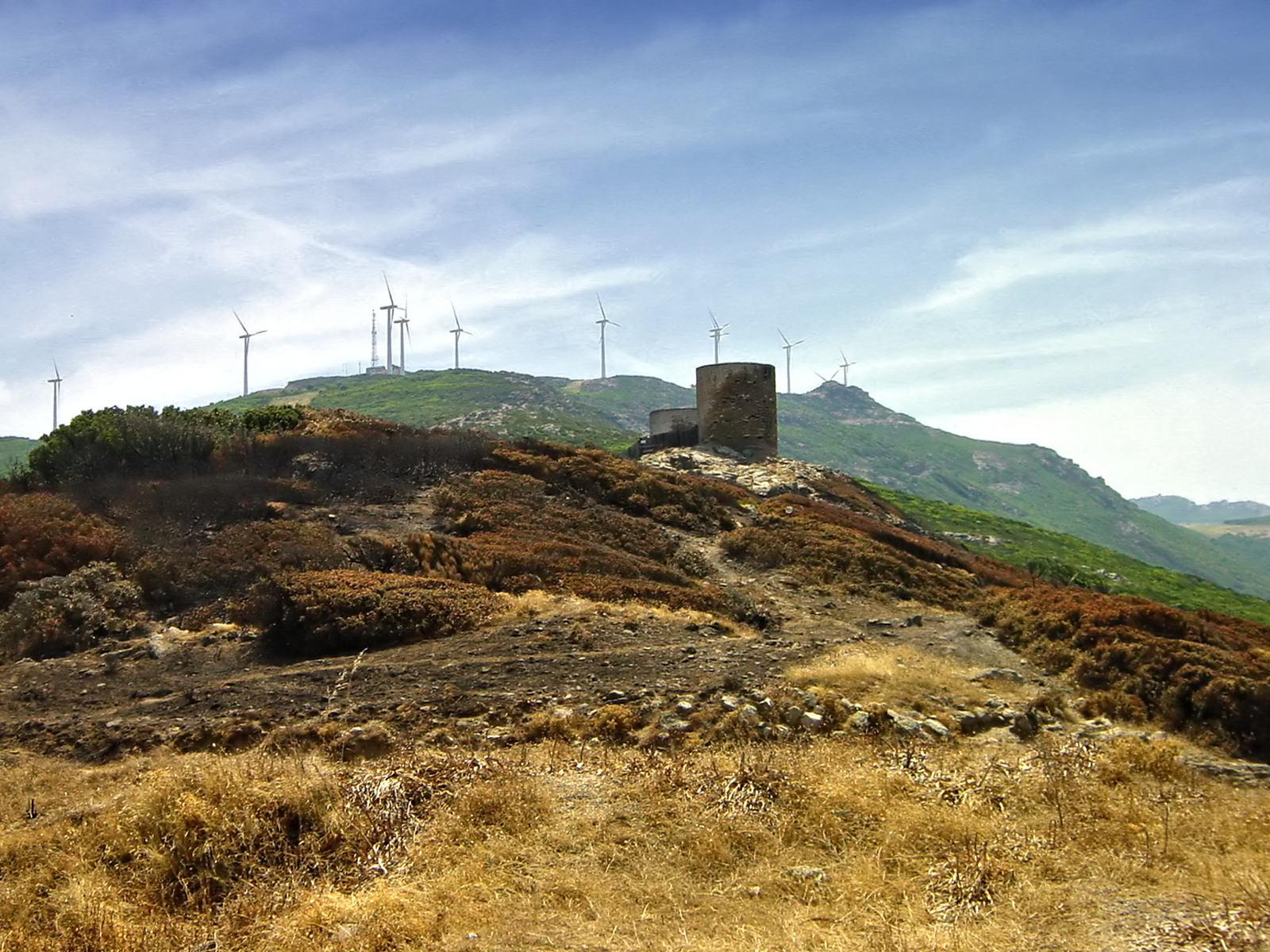
Vestiges d'un anciens moulin à Bocca di la Serra.

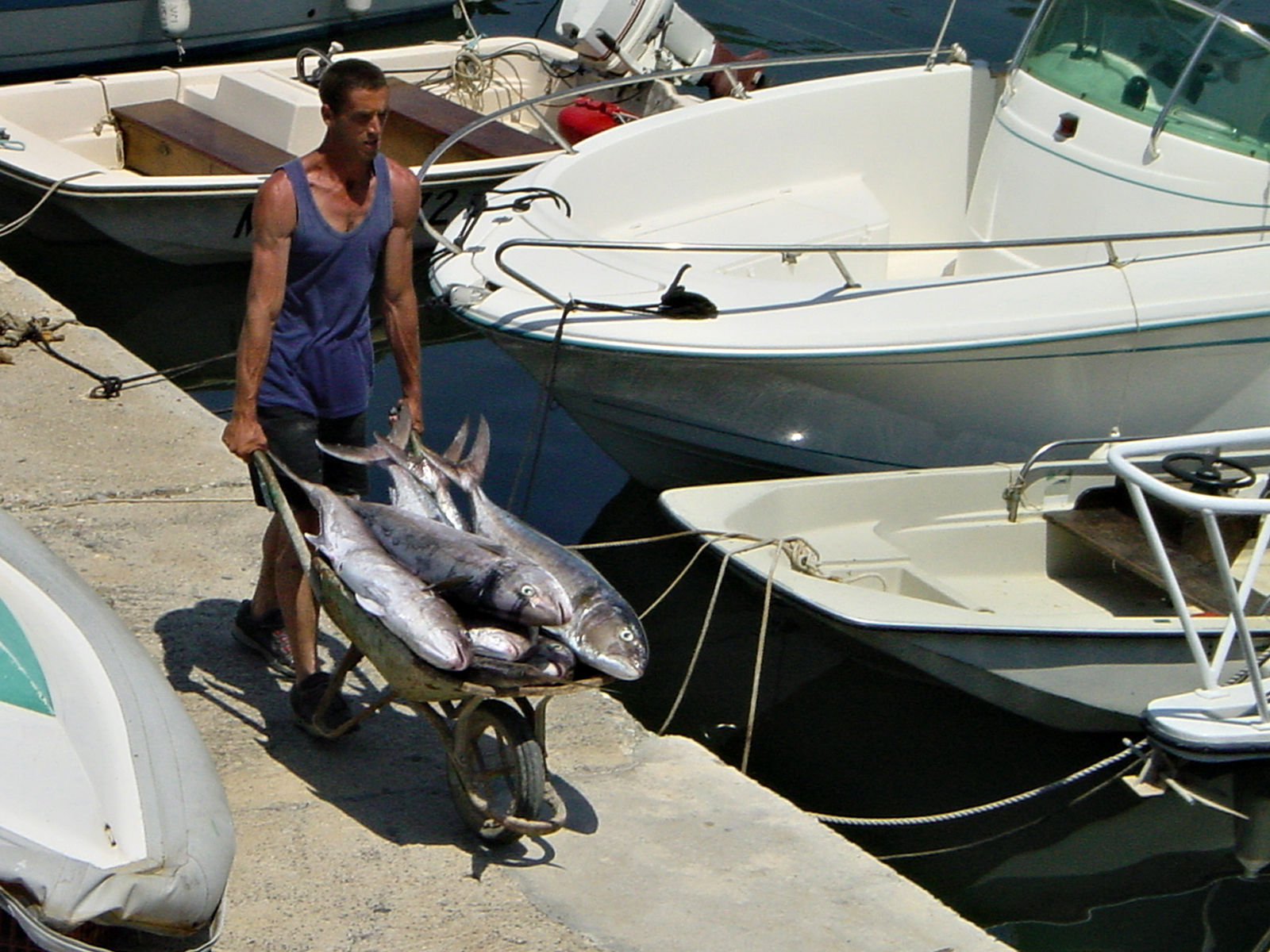
Retour de pêche.

Centuri est le premier port français de pêche à la langouste. On y pêche également divers poissons et du corail, ce qui le maintient au première rang dans le Cap Corse.

Il y a eu jusqu'à 20 pêcheurs au siècle dernier. Ils pratiquaient la pêche côtière, ramenant langoustes et poissons dits « nobles » (rougets, pageots, murènes, dentis). De nos jours si la pêche à la langouste reste la principale activité du secteur, certains préfèrent la pêche aux thonidés. En 1758, Une tonnara était installée au voisinage de l'ilôt de Capense. Les pêcheurs y capturèrent un Grand requin blanc (Carcharodon carcharias).
En 1757, le port avait connu une activité accrue avec la décision de Pascal Paoli d'en faire une base militaire, avec chantier naval et arsenal.
Au XVIIIe siècle la commune prospérait du commerce, de son agriculture et de la pêche. Il y avait 30 ha d'oliviers et 171 ha de vigne. On semait 250 ha, principalement en orge et un peu en froment.

Il y avait alors 4 moulins à vent, tous ruinés de nos jours. Un moulin situé à environ 500 m au nord du port est visible depuis la jetée. Un autre se trouvait à une vingtaine de mètres d'altitude sur la colline au sud du port. Les deux derniers, voisins, se dressent encore sur la crête à proximité du col de la Serra.
Centuri avait un cheptel de 450 têtes de gros bétail, chèvres et ânes essentiellement.
De nos jours la vigne a entièrement disparu de la vallée. Les dernières cultures comme l'olivier demeurent traditionnelles et à caractère familial.

Centuri vit essentiellement du tourisme en période estivale. Commerces de restauration et d'hôtellerie n'ouvrent que pour la saison. Les spécialités proposées dans les établissements sont essentiellement basées sur des produits pêchés localement.

## Culture locale et patrimoine
Centuri compte deux châteaux et plusieurs tours génoises, dont une sur le littoral. En 1530, le Cap Corse comptait déjà 10 tours. Elle en aura 30 en 1730. Centuri abrite également de nombreuses chapelles et églises.

### Lieux et monuments
- Monument aux morts
- Moulin Mattei - Au col de la Serra Bocca di a Serra - à 365 m d'altitude, « à cheval » sur Ersa et Centuri, une courte piste accessible à pied monte jusqu'au Moulin Mattei  à 404 m, qui est un remarquable belvédère sur la pointe du Cap Corse, l'ensemble des villages et hameaux d'Ersa et de Centuri, la Giraglia, la côte occidentale du Cap et bien sûr à l'ouest la mer Méditerranée, au nord la Mer Ligure et à l'est la Mer Tyrrhénienne. La vue embrasse les sommets du nord de la chaîne centrale (Monte Padro, Monte Cinto...) et le littoral balanin jusqu'à la Revellata.

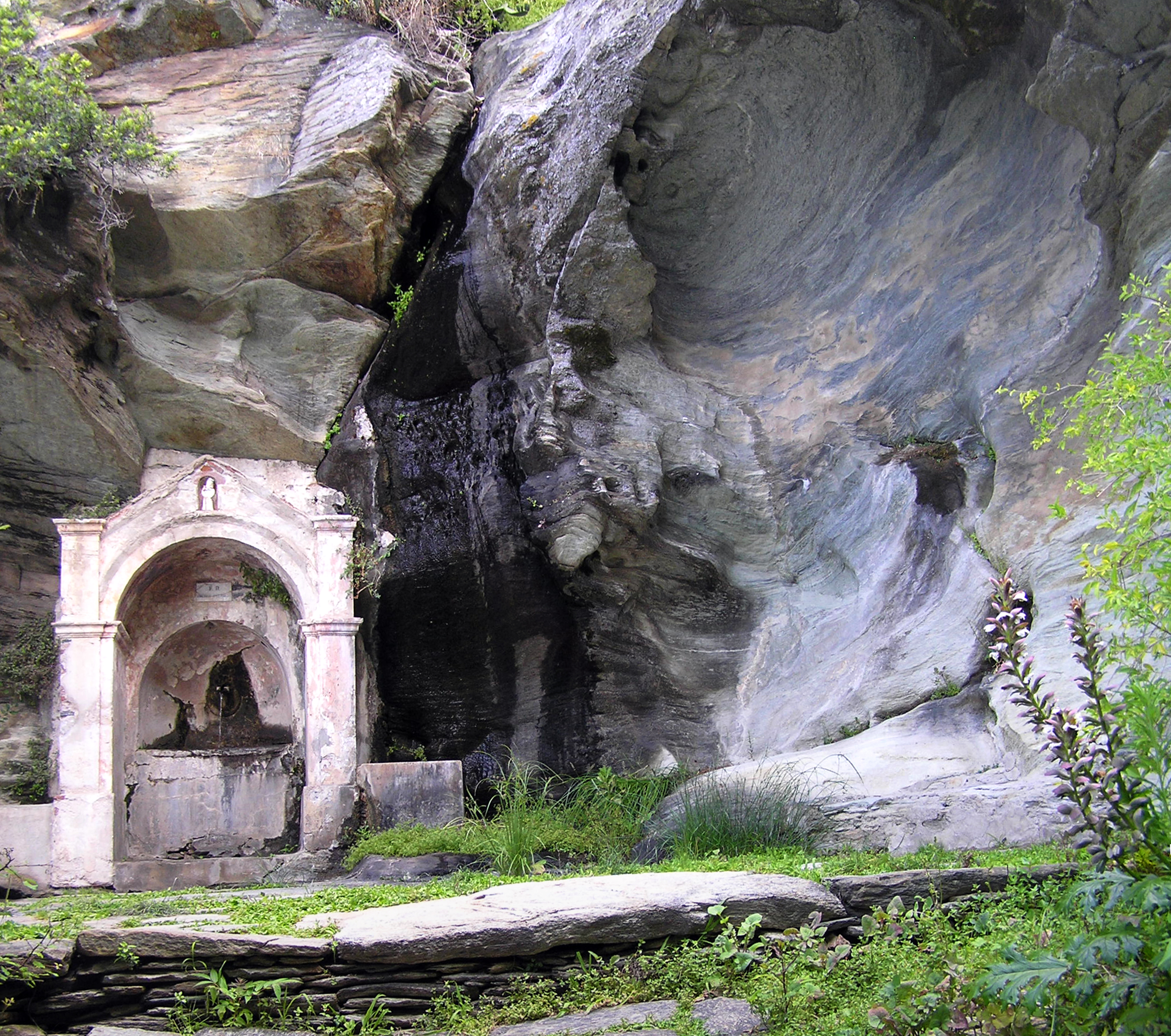
La fontaine de Cannelle.

- Fontaine de Cannelle, située au pied d'une remarquable falaise schisteuse creusée par l'érosion. Elle est indiquée « Source » sur un panneau au terminus de la route d'accès au village de Cannelle.

#### Le château de Bellavista à Ortinola
Le général comte Leonetto Cipriani qui fut consul de Sardaigne à San Francisco, gouverneur général des Romagnes, ami de Victor-Emmanuel II et de Napoléon III, fit construite ce château de style médiéval à la fin du XIXe siècle. D'origine florentine, les Cipriani s'installèrent en Corse au XVIe siècle. Il est actuellement la propriété du sénateur Philippe Marini.

#### Le port de Centuri
Au Moyen Âge, Babilano da Mare, fils de Galeotto, avait fait construire vers 1348 un château au port de Centuri qui faisait partie de sa seigneurie - château de le Mute ou li Muti. Une tour avait été édifiée « en face des Mute, l'île de Centuri, très petite et séparée de terre par un canal si étroit qu'une tarchia peut à peine y passer ».
De nos jours, le petit port de pêche est un véritable attrait touristique en période estivale. Il est réservé aux pêcheurs et aux locaux, les infrastructures ne permettant pas l'accueil de plaisanciers visiteurs. Hors saison touristique qui va bon an mal an des vacances scolaires de Pâques jusqu'à la fin septembre/mi-octobre, aucun commerce n'y est ouvert.
Le port est en zone piétonne de 10 h 30 à 4 h du matin durant la période estivale. Une grande aire de stationnement existe à la sortie sud de la marine.

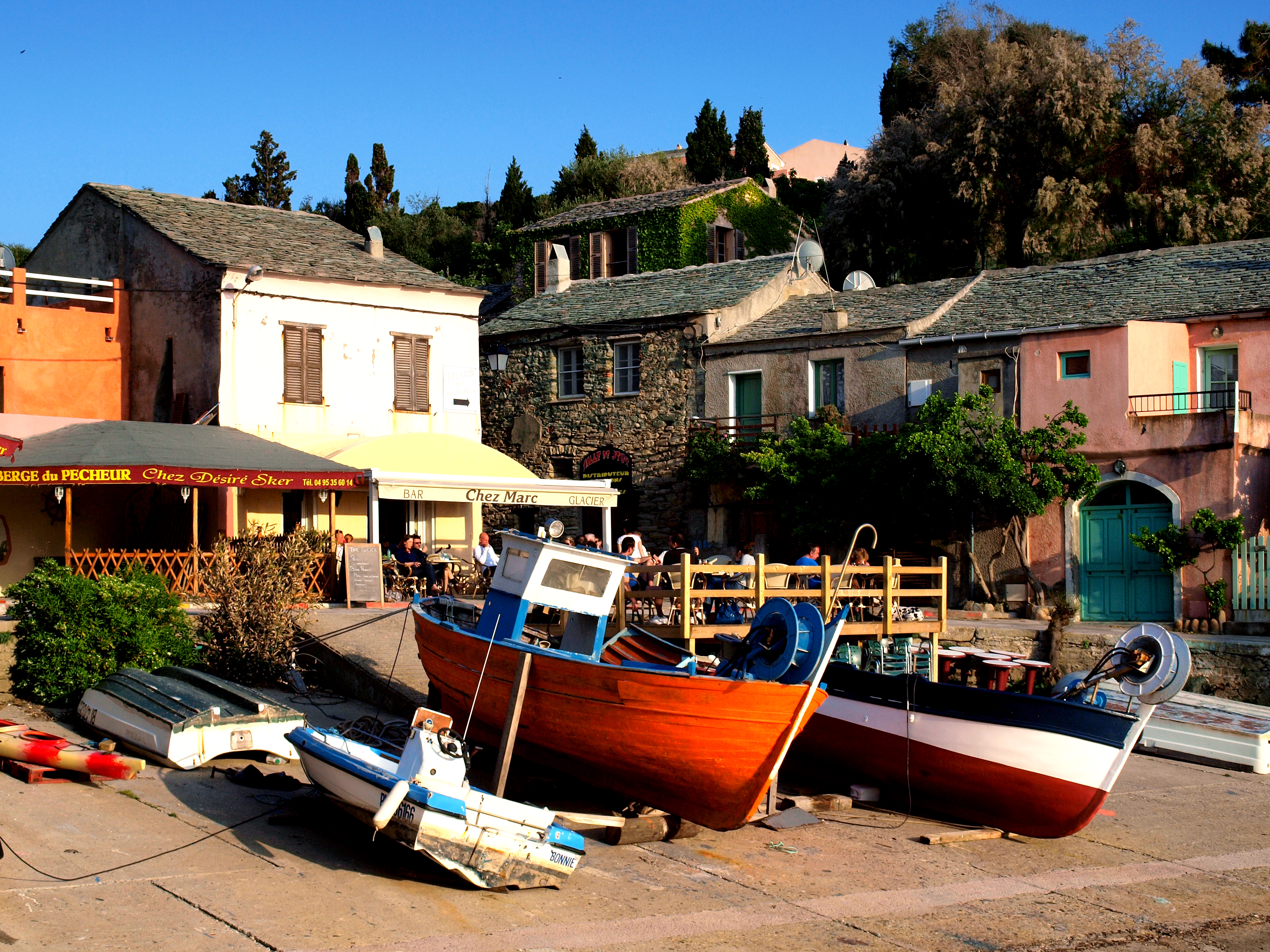
Vue sur la marina.
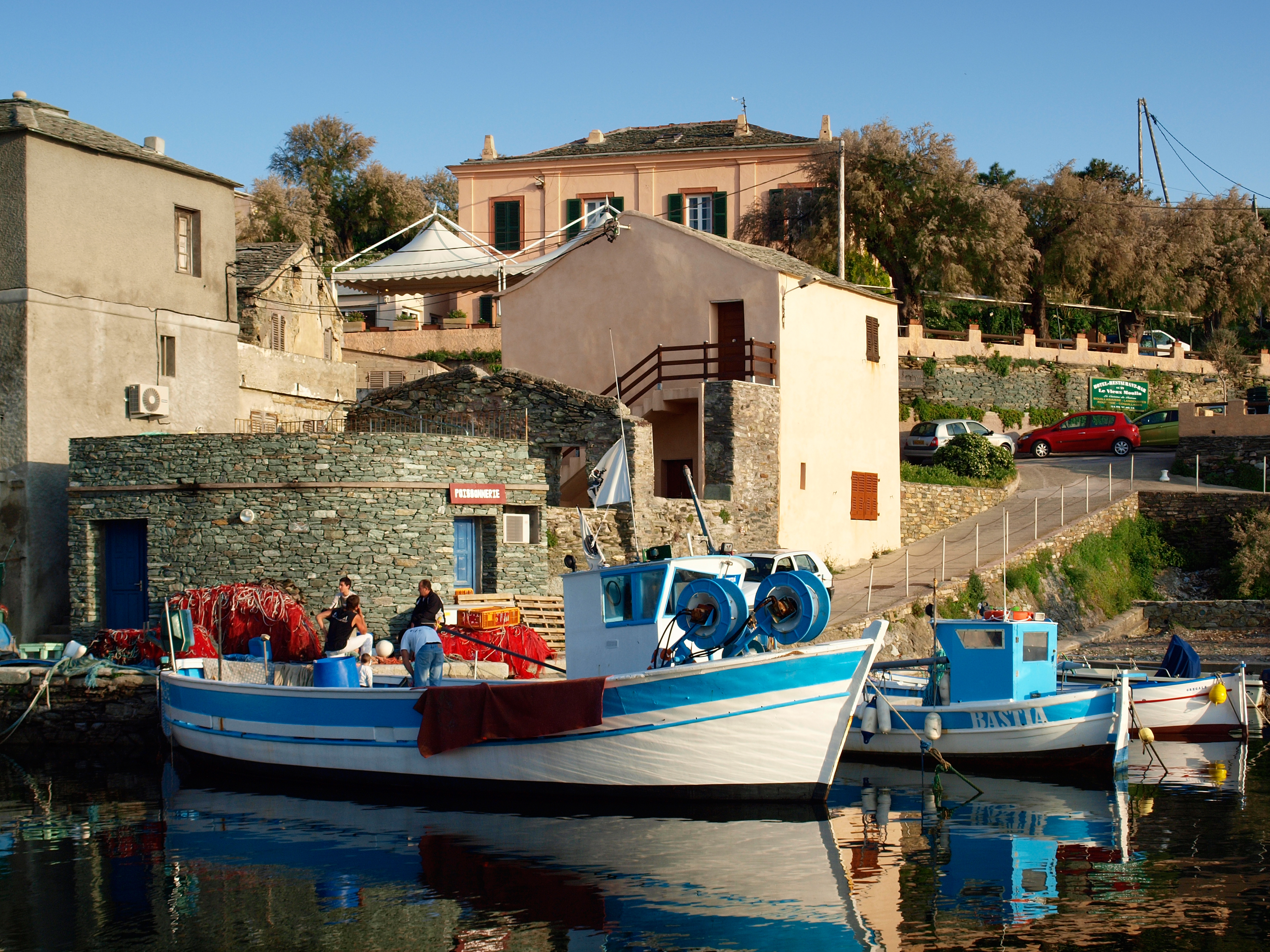
Vue sur le quai, partie sud.
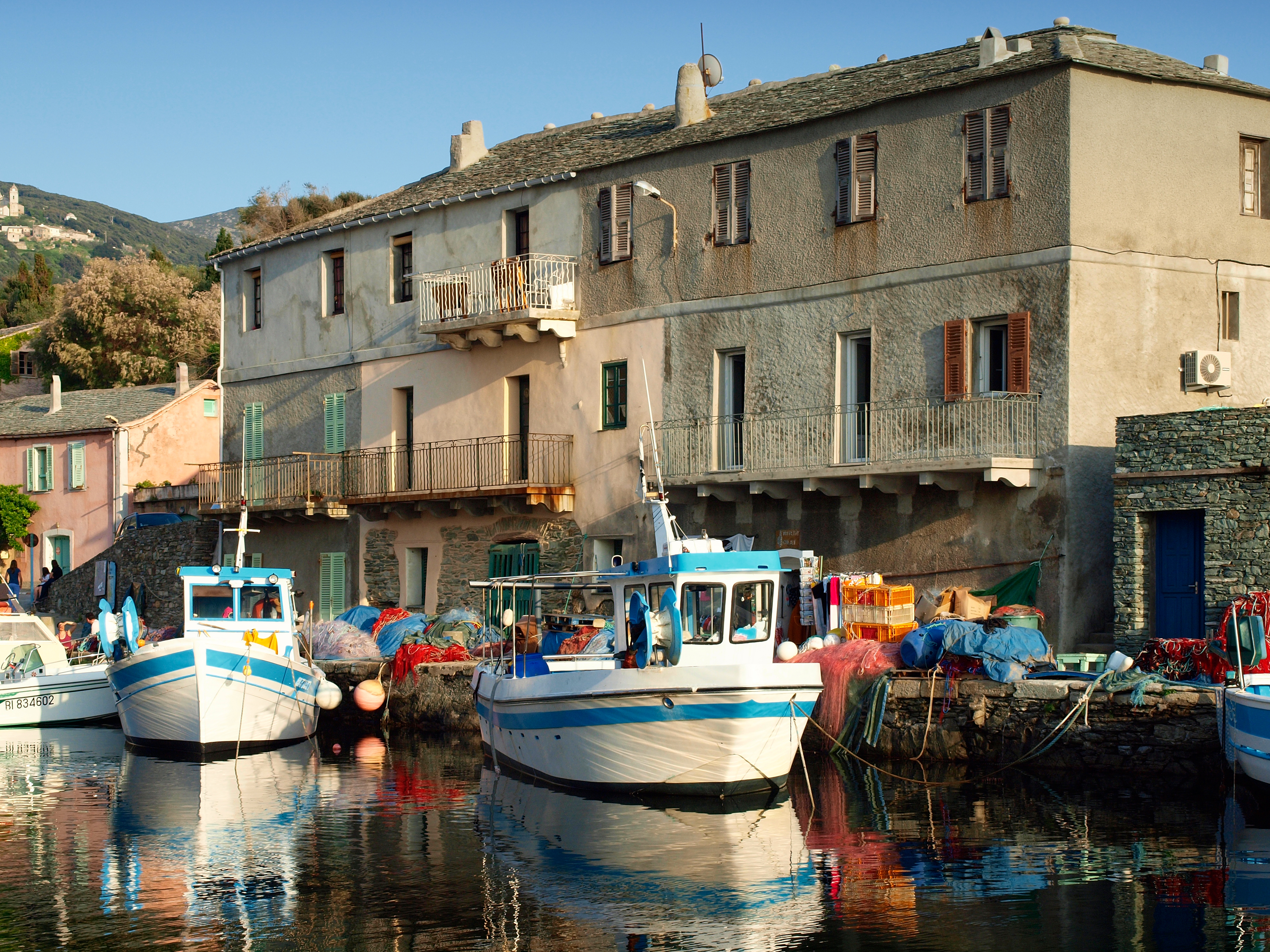
Vue sur le quai, partie sud.
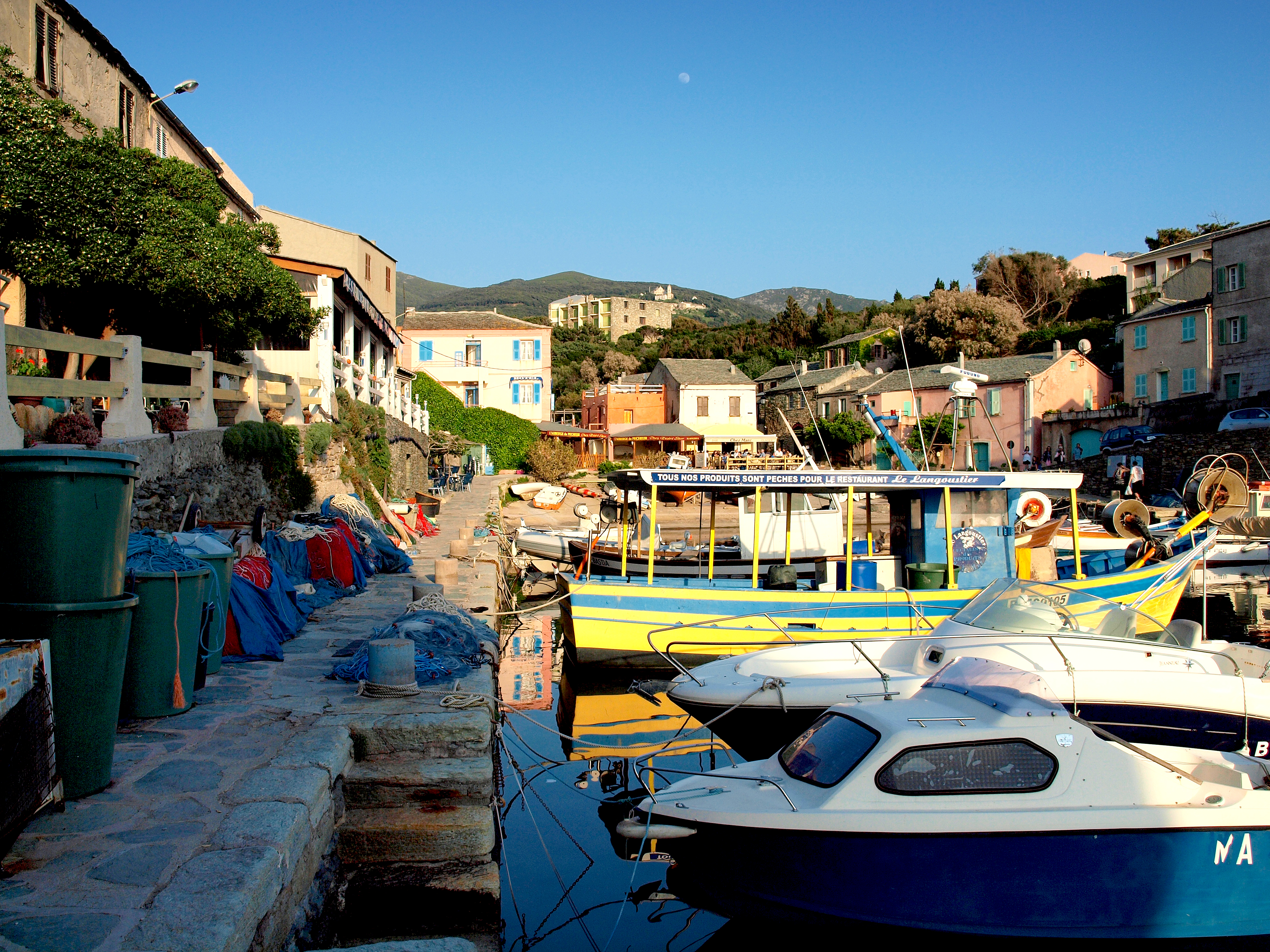
Vue sur le quai, partie nord.

#### L'île de Capense

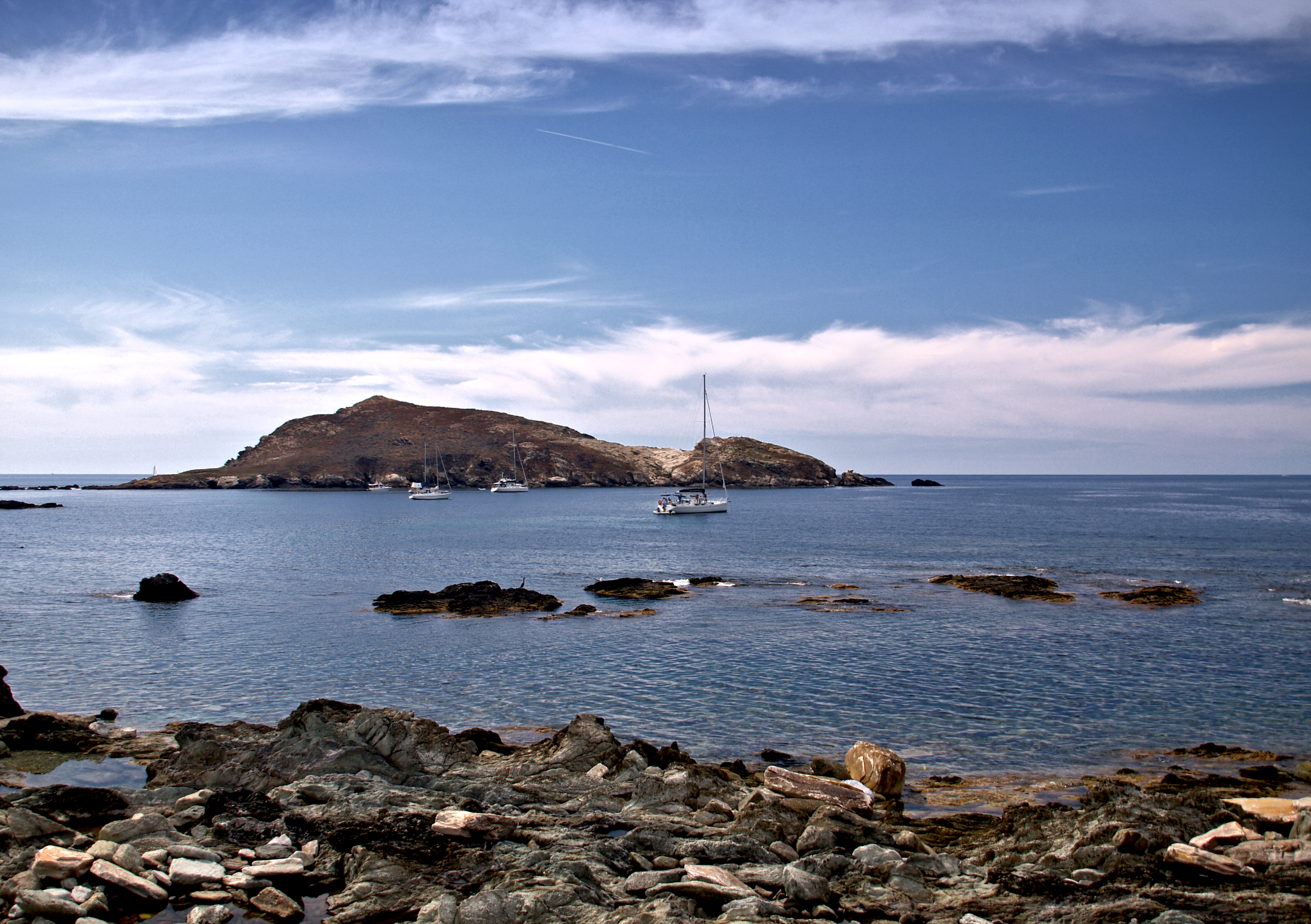
Vue sur l'île de Capense.

On la nomme aussi îlot de Capuse. D'une superficie de 2,5 ha, elle a été détachée du Cap Corse par l'érosion marine. Elle avait été fortifiée au XIIIe siècle. En 1268, faute de navires, Sinucello Della Rocca avait assiégé en vain l’îlot où s'étaient réfugiés les Avogari et leurs alliées Da Mare.

En 1757, Pascal Paoli y avait fait établir un chantier naval.
De nos jours, il ne reste plus sur l’îlot que les vestiges de la chapelle Santa Maria Maddalena.

#### Les tours génoises

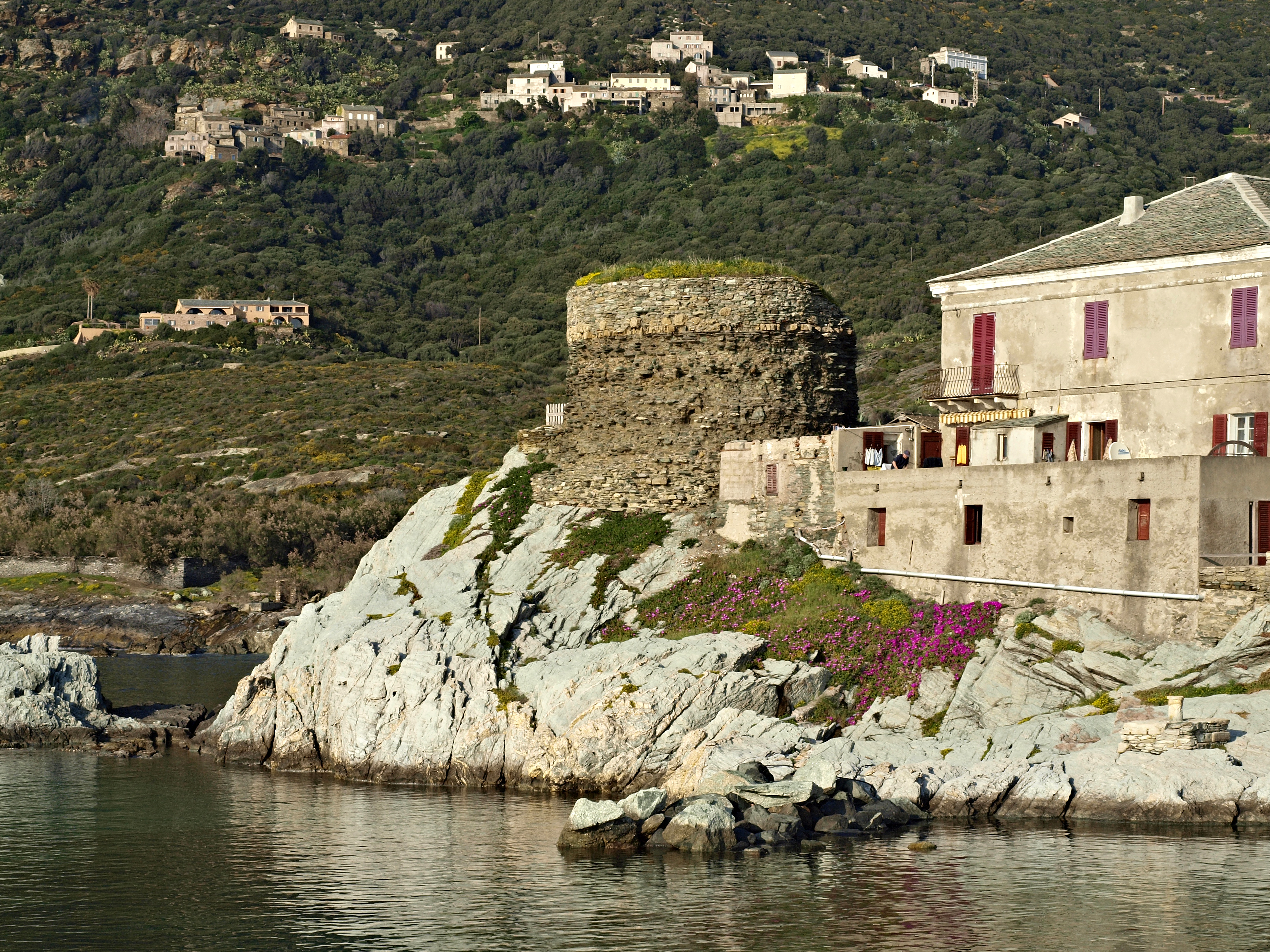
Vue sur la tour du port.

- Tour de la marine, ruinée. Elle faisait partie des nombreuses tours de guet que les habitants ont dû construire à leurs frais dès la deuxième moitié du XVe siècle. En effet, pour rassurer la population qui était souvent pillée par les Barbaresques, les Génois qui avaient inféodé la Corse à l'Office de Saint Georges une banque privée, avaient imposé la construction de ces tours littorales.
- La tour de Capu Biancu ruinée. Cette tour de guet avait été édifiée au XVIIe siècle à 3 km de la marine, au lieu-dit Capu Biancu, pour prévenir les habitants de l'arrivée des Barbaresques.
- Jadis une tour existait aussi au hameau de Canelle. Cette tour a été transformée depuis.

#### Ensemble paroissial Saint-Sylvestre
Le remarquable ensemble se situe sur les hauteurs du hameau de Camera, au-dessus de la D 80 et comporte de haut en bas : 
- L'église Saint-Sylvestre, mentionnée en 1646. Menaçant la ruine, elle fut reconstruite en 1821. Ses façades sont restaurées depuis 2012.
- Le clocher carré séparé de l'église Saint-Sylvestre. Les éléments protégés sont le clocher carré et le décor intérieur des XVIe siècle - XIXe siècle, peints par Paul Prefizzi. L'ensemble étant propriété de la commune, a été inscrit MH le 9 juillet 1996[19].
- La chapelle de la confrérie des pénitents de la Sainte-Croix, mentionnée en 1530, puis en 1646. Sa façade est à fronton triangulaire. C'est l'édifice est en mauvais état. Des travaux sont en cours. Sur la façade principale, une plaque commémorative « Vive la Corse française » a été apposée à la veille de la Seconde Guerre mondiale.

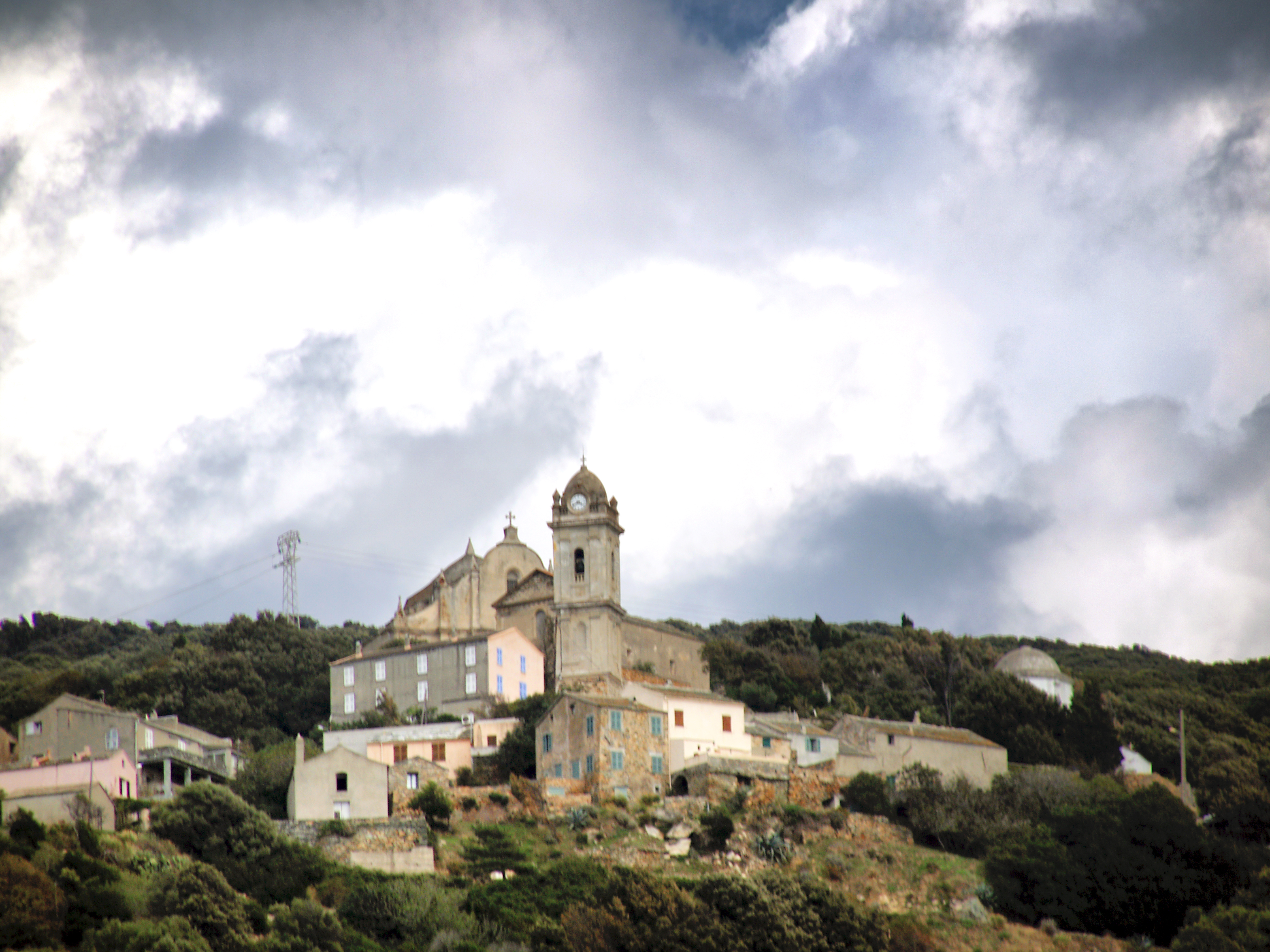
l'Ensemble paroissial.
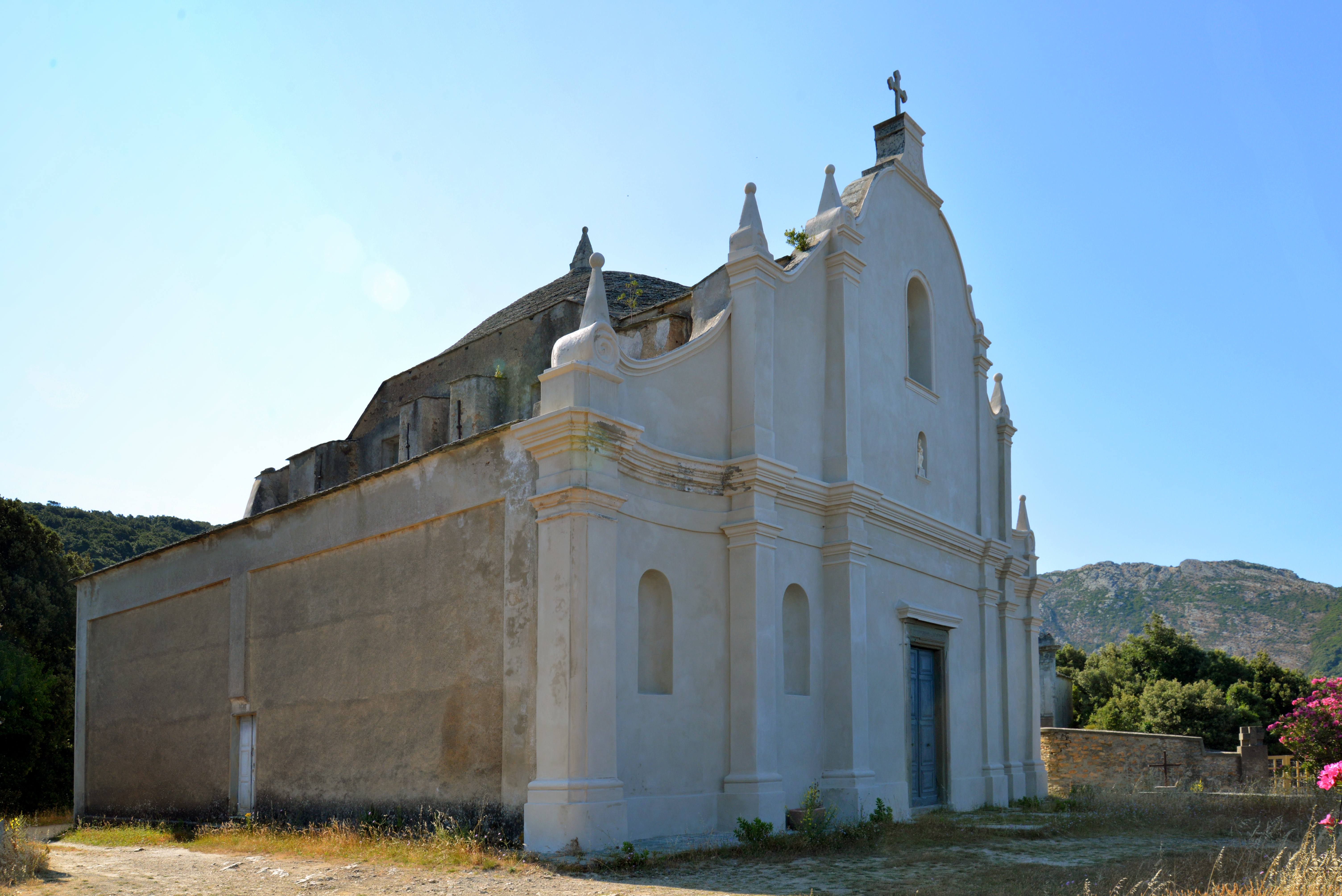
l'Église Saint-Sylvestre.
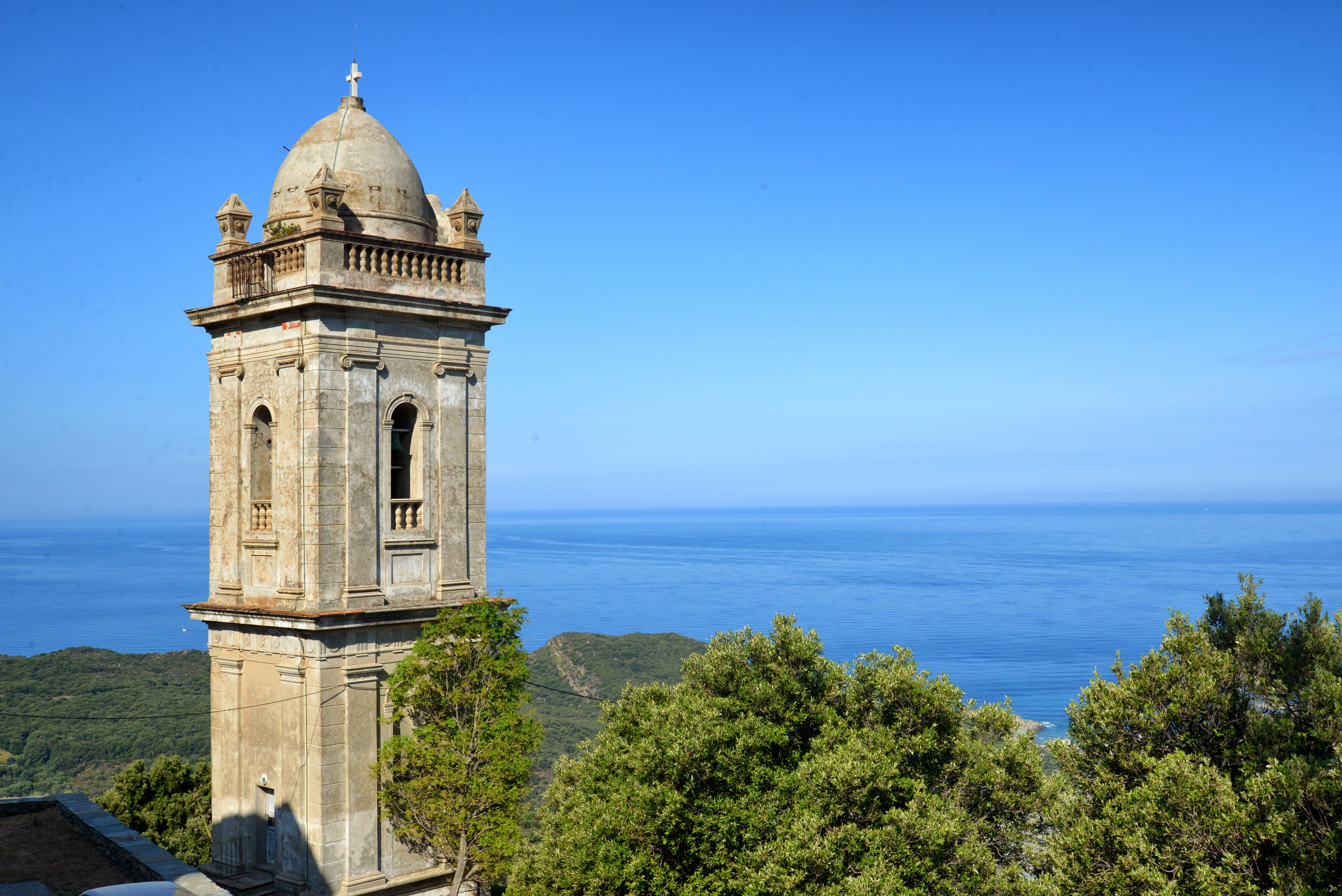
Le Clocher de église Saint-Sylvestre.
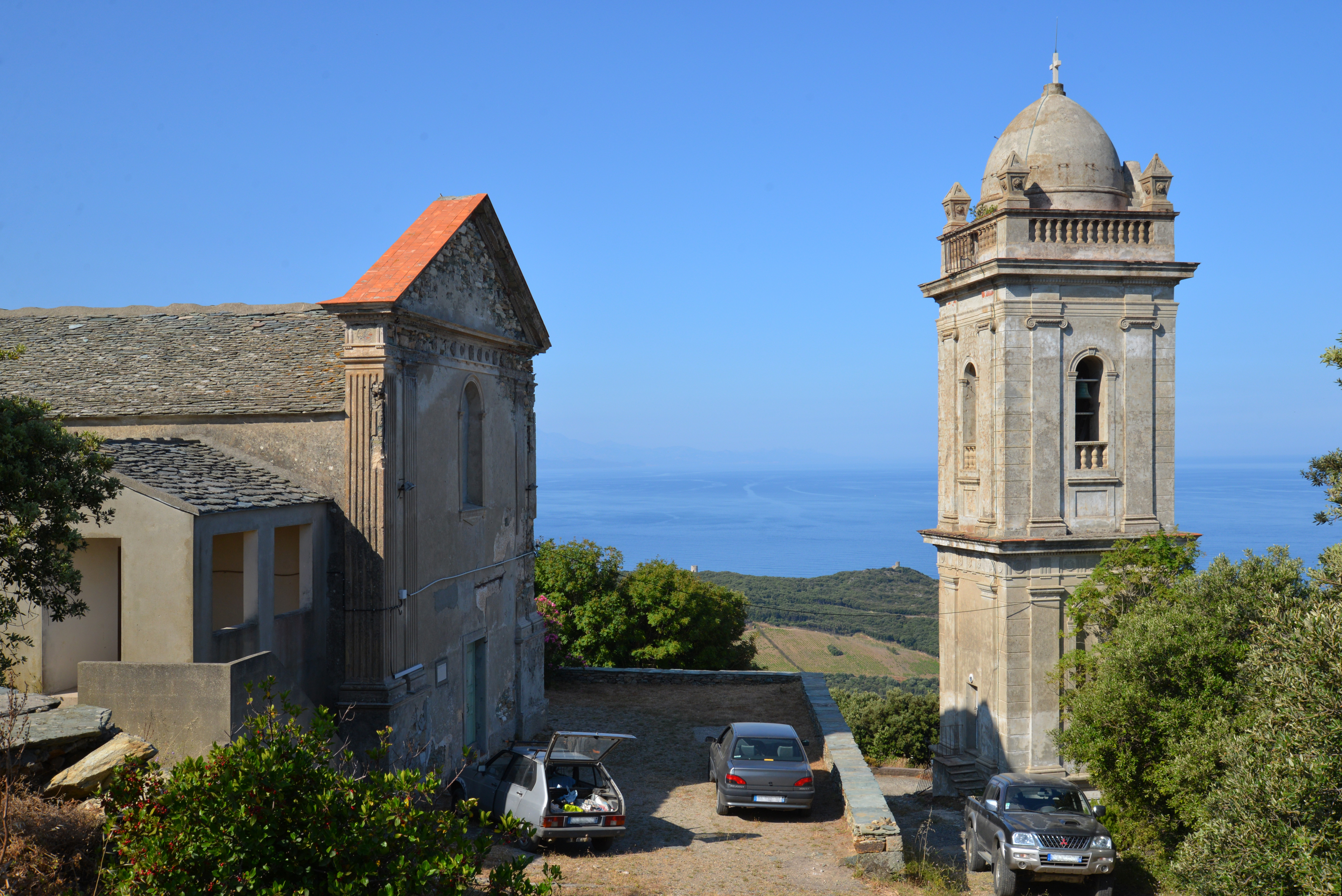
La Chapelle de la confrérie et le clocher.
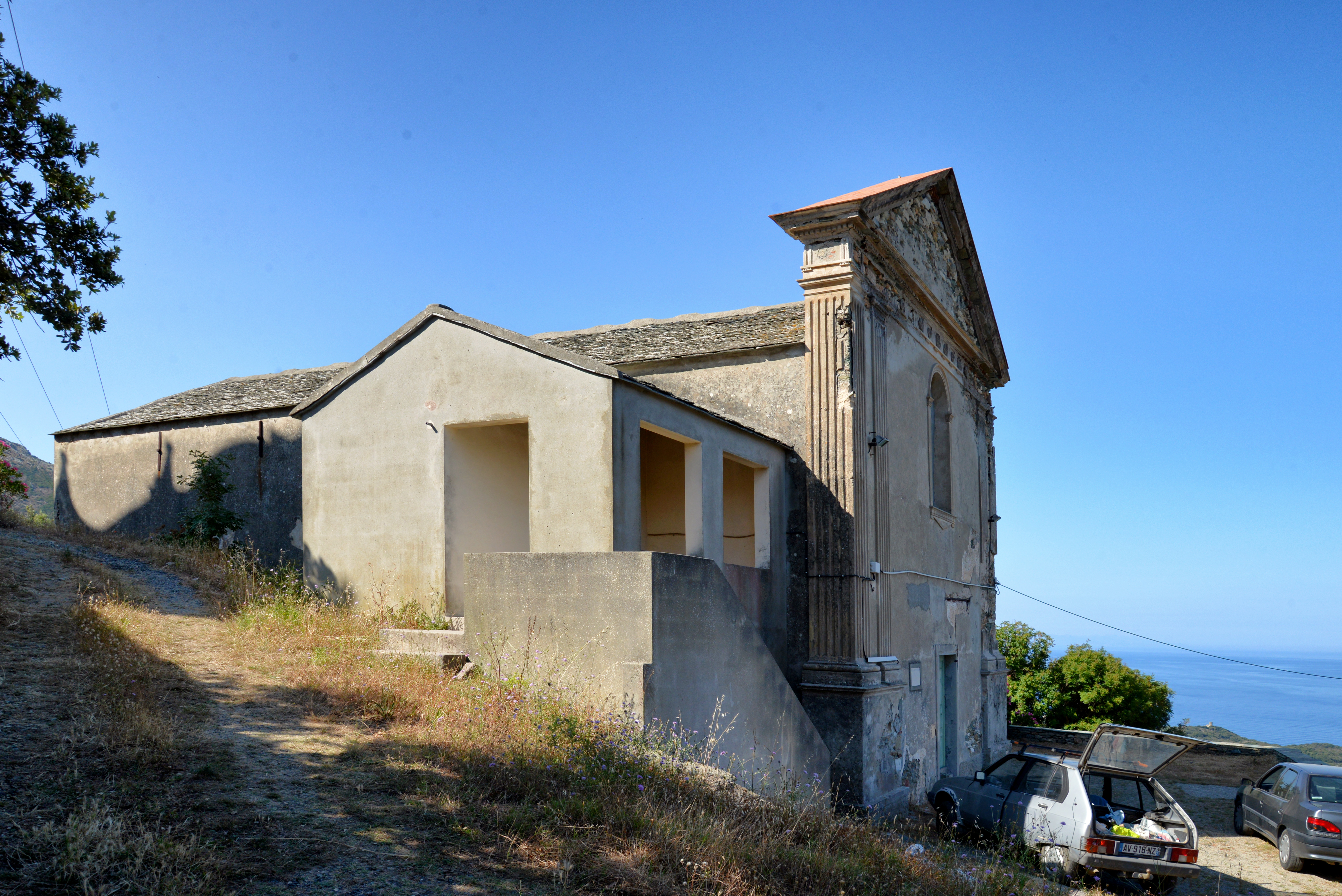
La Chapelle de la confrérie.

#### Autres patrimoine religieux
- Chapelle de la Sainte-Trinité à Orche. Elle recèle un triptyque sur bois du XVIe siècle représentant la Trinité entre la Vierge Marie et Saint Jean-Baptiste. Ce retable est classé MH le 21 novembre 2005[20].
- Chapelle Saint-Antoine à la marine de Centuri, proche de la tour ruinée
- Chapelle Sainte-Marguerite à Camera.
- Chapelle Saint-Jacques à Cannelle.
- Chapelle Saint-Roch à Ortinola.
- Chapelle Sainte-Anne à Bovalo.
- Chapelle Sainte-Claire ruinée sur une cime (459 m) au sud-est et en limite de la commune.
- Vestiges de la chapelle Santa Marìa Maddalena sur l'île de Capense.

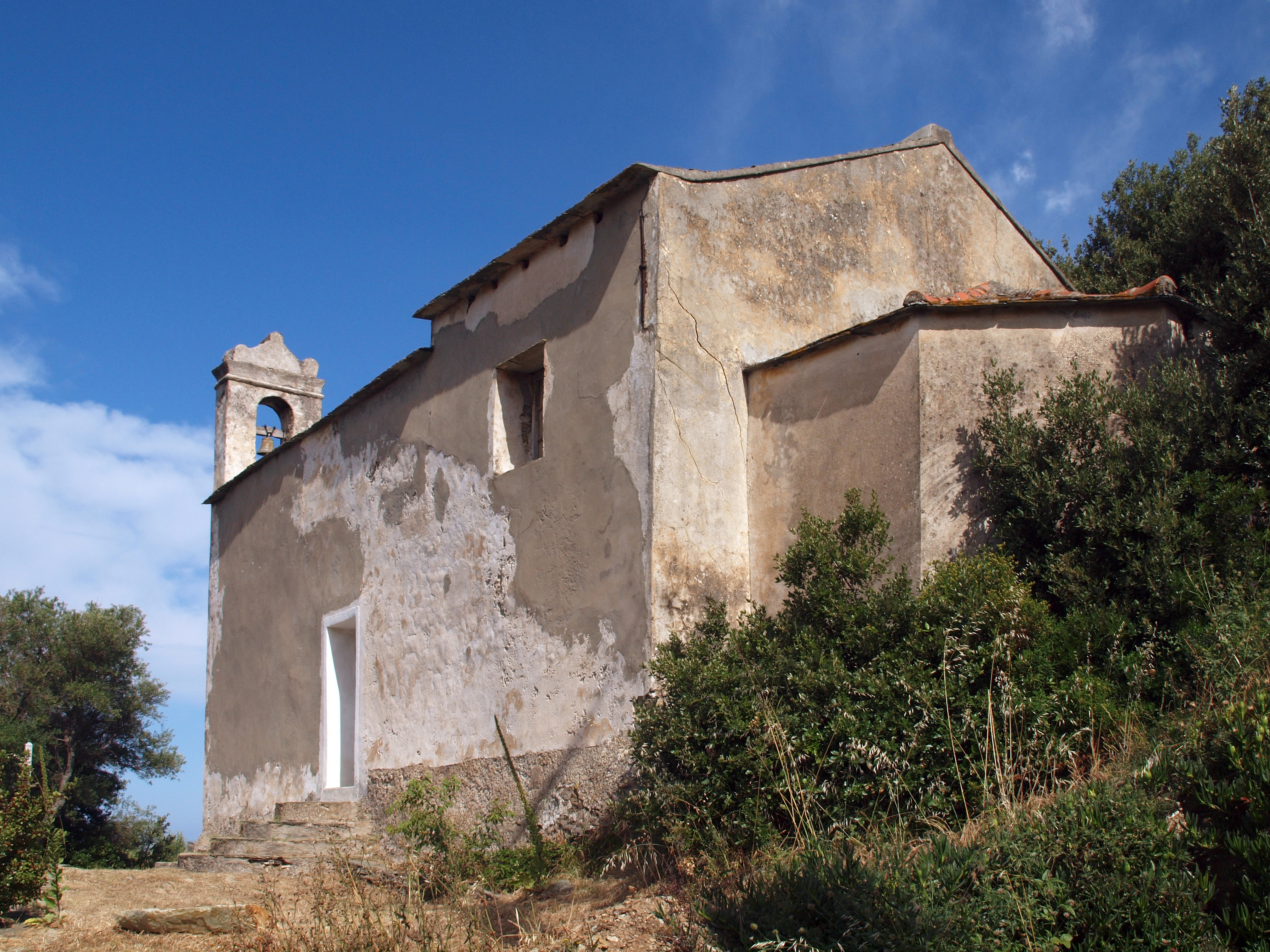
Chapelle Sainte-Trinité à Orche.
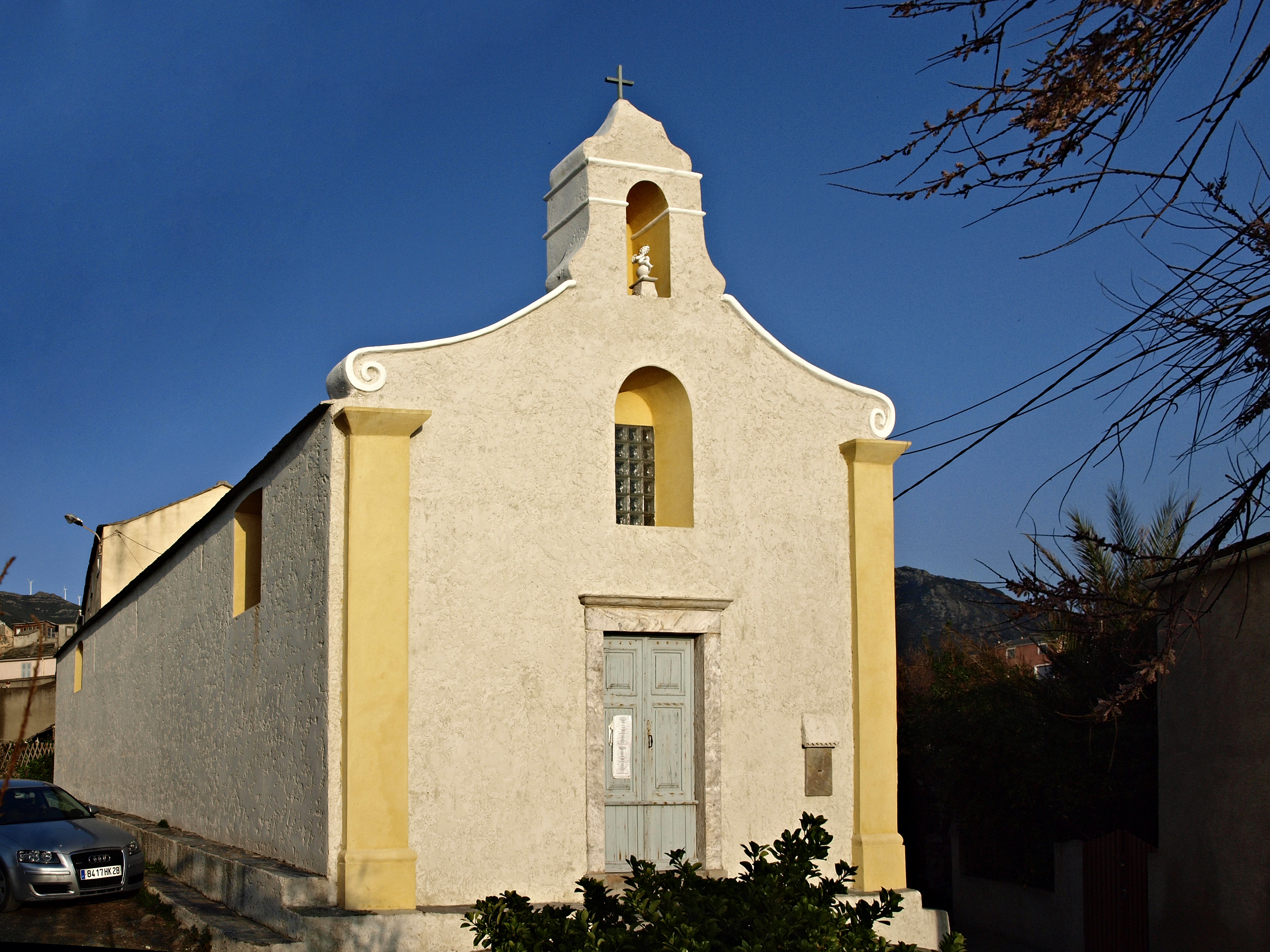
Chapelle Saint-Antoine à Centuri-port.
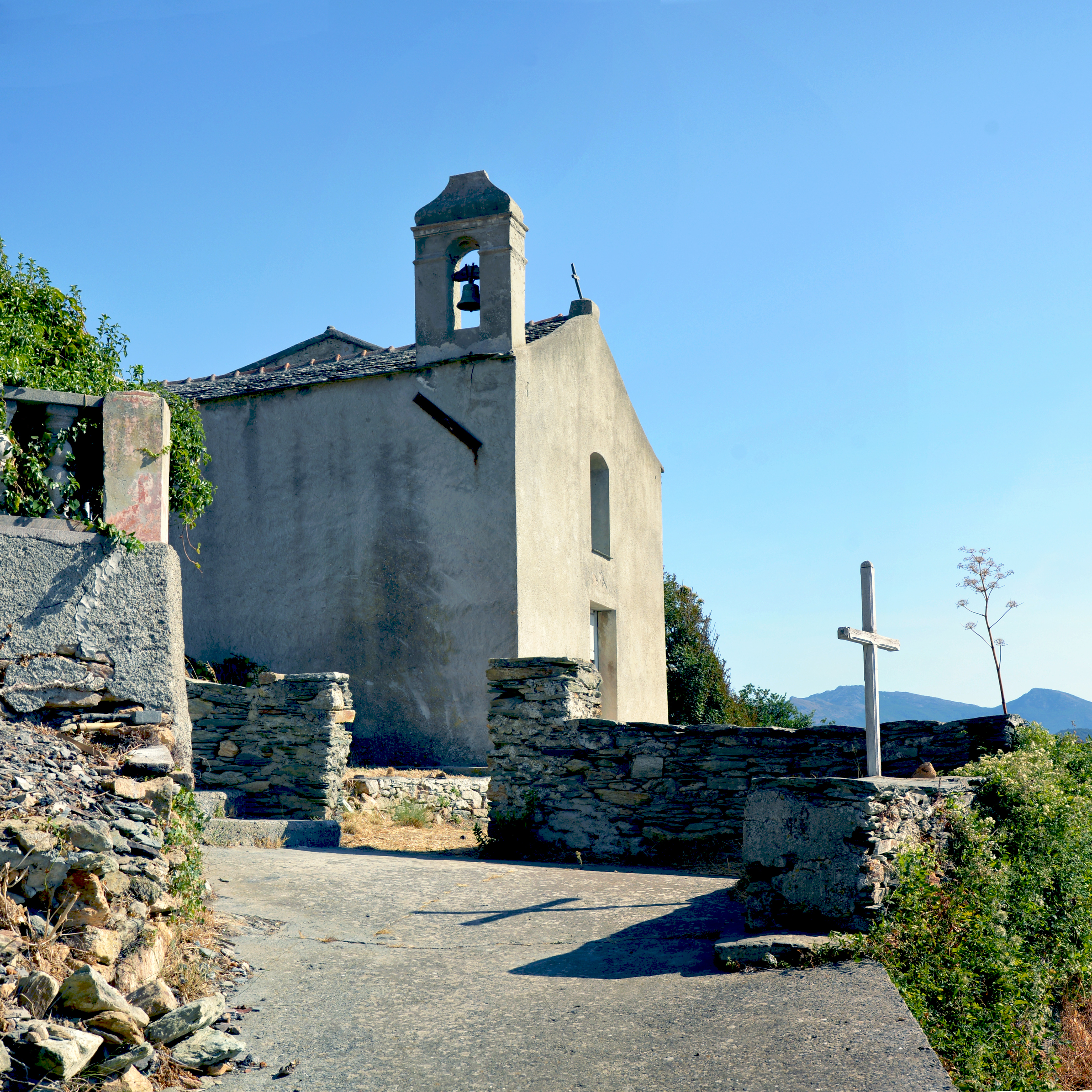
Chapelle Sainte-Marguerite à Camera.
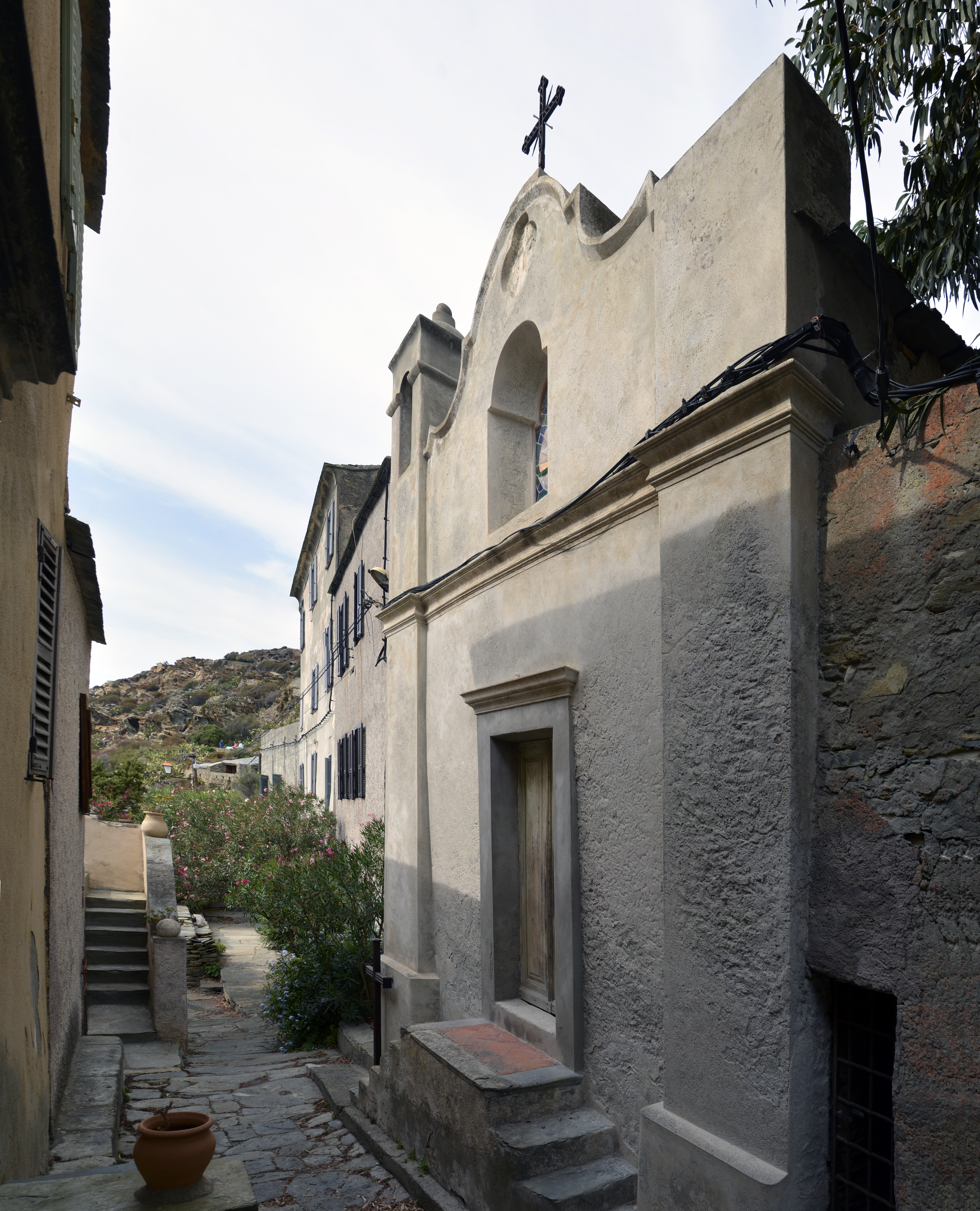
Chapelle Saint-Jacques à Cannelle.
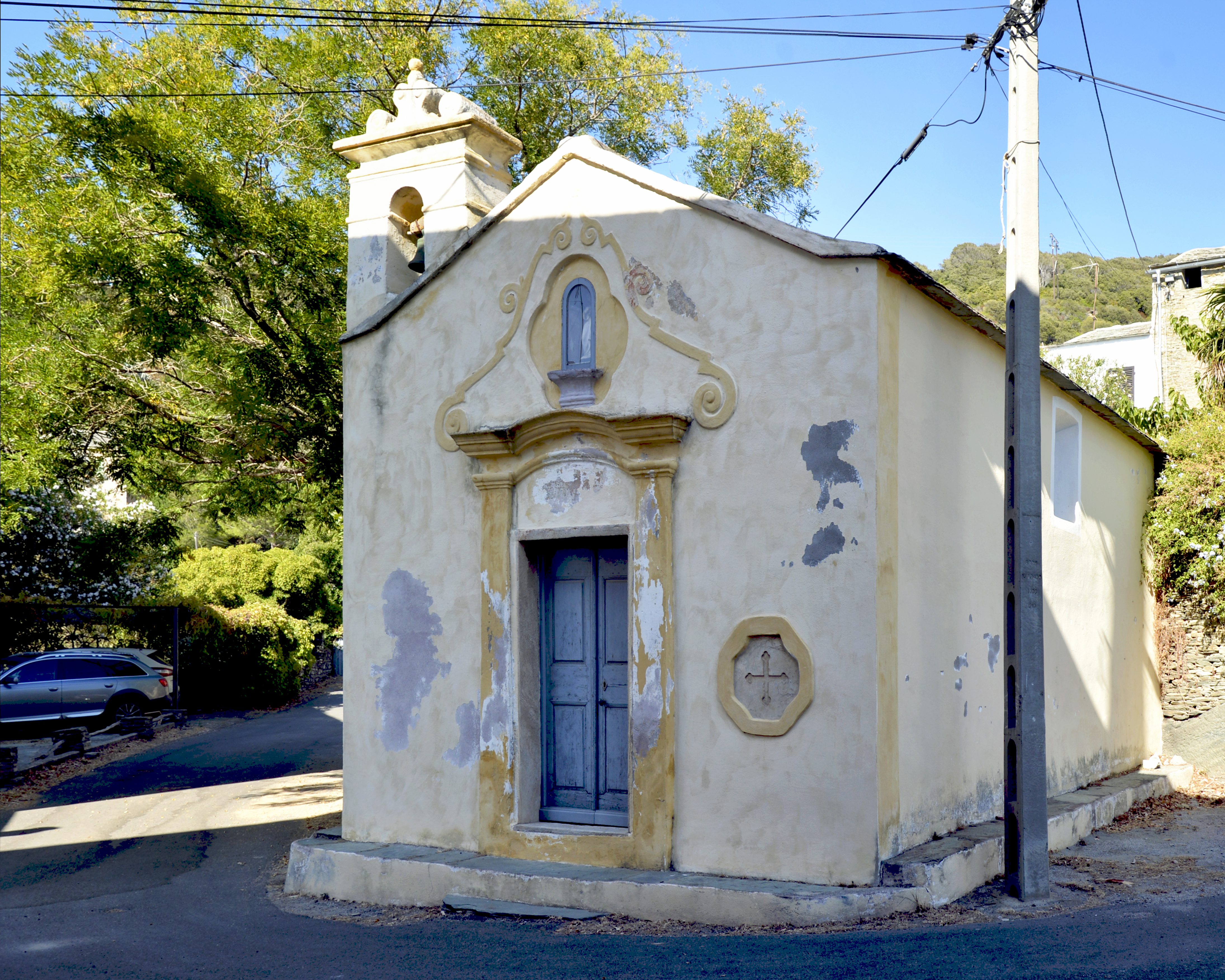
Chapelle Saint-Roch à Ortinola.

### Patrimoine culturel

#### Le château Tour à Merlacce

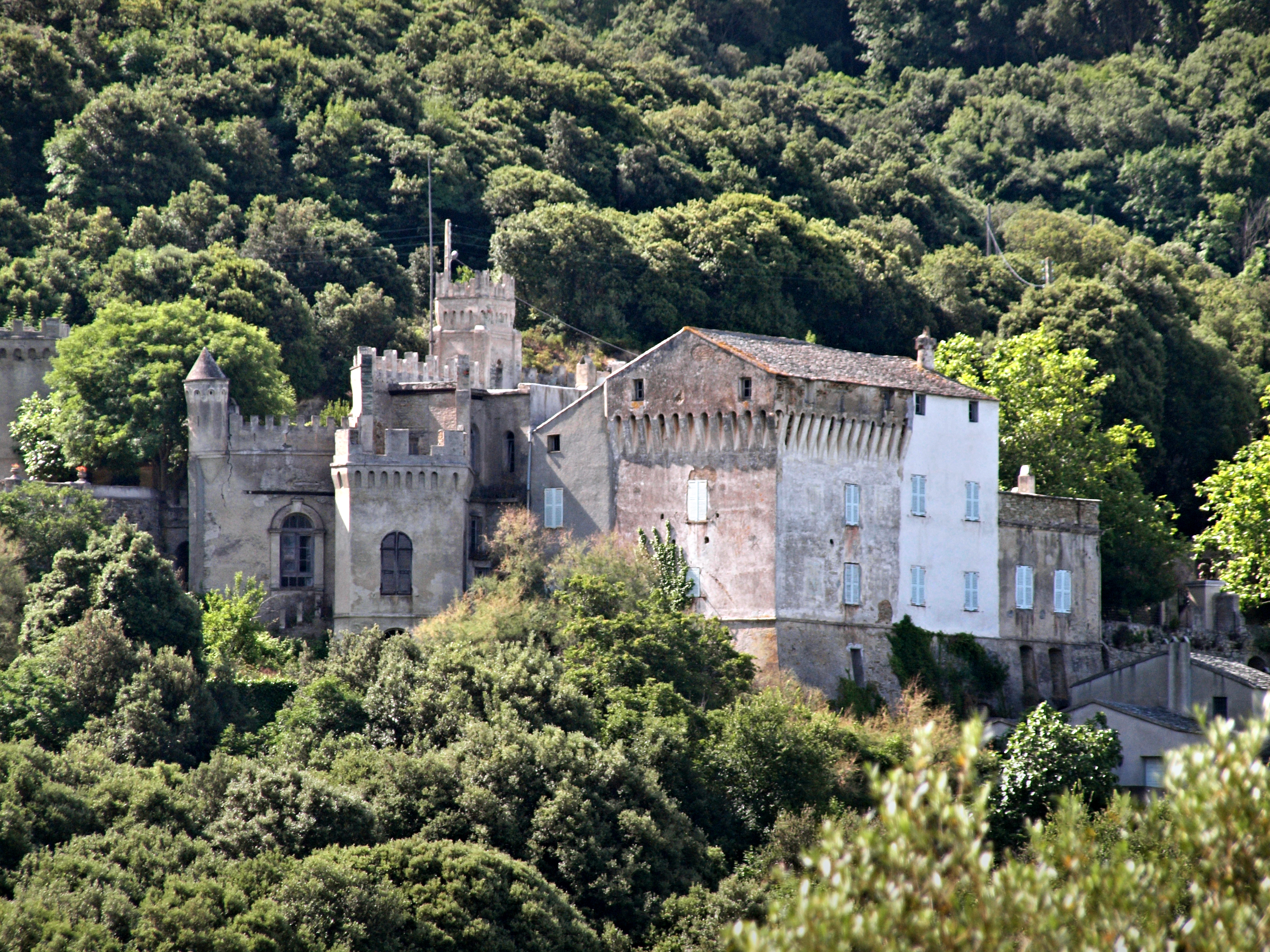
Château de Merlacce.

Au XXe siècle, la famille de Franceschi, marquis de Sedilo, transforma en château l'ancienne tour quadrangulaire des Preziosi.
Les parties constituantes du jardin du château (terrasse en terre-plein et l'escalier indépendant) sont au pré-inventaire général du patrimoine culturel (jardins remarquables ; documentation préalable) - Dossier versé le 4 mars 2003.

### Patrimoine naturel

#### ZNIEFF
La commune de Centuri est concernée par trois ZNIEFF (Zones naturelles d'intérêt écologique, faunistique et floristique) de 2e génération :
Chênaies vertes du Cap Corse
Centuri est l'une des 15 communes concernées par la ZNIEFF « Chênaies vertes du Cap Corse » qui couvre une superficie de 4 112 ha. Ces chênaies vertes s'étendent depuis la commune de Farinole, à la base du cap, jusqu'à la commune de Rogliano au nord-est et à la commune de Morsiglia au nord-ouest.
Île de Capense
Capo Bianco

### Personnalités liées à la commune
- Saint Paul : la légende raconte qu'il aurait traversé le village primitif de Cannelle, après une escale forcée due à la tempête ;
- le général comte Leonetto Cipriani (Leunettu Cipriani), sénateur du royaume d’Italie, prit une part très importante aux luttes de l'unité italienne au XIXe siècle et fit bâtir le château de Bellavista ;